# Glossario di Neon Genesis Evangelion
Il glossario di Neon Genesis Evangelion include tutti i termini specifici utilizzati nell'anime e nel manga di Neon Genesis Evangelion. Gran parte dei vocaboli deve la sua origine a termini scientifici o propri della religione giudaico-cristiana.
La storia, ambientata nella futuristica città di Neo Tokyo-3 a distanza di quindici anni da una catastrofe di impatto planetario nota come Second Impact, si incentra su Shinji Ikari, un ragazzo che viene reclutato dall'agenzia speciale Nerv per pilotare un mecha gigante noto con il nome Eva e combattere in questo modo, assieme ad altri piloti, contro dei misteriosi esseri chiamati angeli.

## Avvenimenti

### First Impact
Il First Impact (ファーストインパクト?, Fāsuto inpakuto, lett. "primo impatto" in inglese), o Giant Impact (lett. "impatto gigante"), è un presunto impatto della Terra con un asteroide avvenuto in epoca preistorica, circa quattro miliardi di anni prima del 2015, e coinvolto nel processo di formazione della Luna. Nel mondo di Evangelion in corrispondenza del polo sud viene scoperta una cavità sotterranea il cui nome in codice è White Moon, simile al geofront in cui è situato il quartier generale della Nerv, chiaramente artificiale e risalente a tale avvenimento. Qualche anno dopo il comandante Ikari mostra al professor Fuyutsuki la cavità perfettamente sferica destinata ad ospitare il geofront, sostenendo che è stata lasciata «da qualcuno all'infuori di noi». Il nome dell'evento trae origine dalla teoria dell'impatto gigante (giant o first impact), secondo la quale durante le prime fasi della formazione del sistema solare la Terra e la Luna erano un unico corpo celeste, divisosi in seguito all'impatto con un altro corpo celeste di nome Theia. Secondo alcune informazioni contenute nel videogioco Neon Genesis Evangelion 2 miliardi di anni prima degli eventi della serie una razza aliena nota come prima razza ancestrale (第一始祖民族?, dai'ichi shiso minzoku) avrebbe mandato nello spazio due corpi celesti vettori chiamati Luna Bianca, con all'interno il primo angelo Adam, e Luna Nera, con l'angelo Lilith. Come da programma la Luna Bianca raggiunge la Terra; per un errore però anche la Luna Nera di Lilith viene catturata dalla gravità terrestre, e dai detriti causati dall'impatto si sarebbe formata la Luna. All'interno della Luna Nera sarebbero poi stati costruiti il geofront e il quartier generale della Nerv.

### Second Impact
Nel mondo di Evangelion il Second Impact (セカンドインパクト?, Sekando inpakuto, lett. "Secondo Impatto") è una tremenda esplosione verificatasi in Antartide il 13 settembre dell'anno 2000. È la più grande calamità naturale verificatasi sul pianeta Terra dopo il Giant Impact. Nella quarta puntata della serie Shinji visiona una pellicola catastrofica sul Second Impact rivelatoria di alcuni dettagli sulla tragedia. Secondo le cronache ufficiali, conosciute dalla stragrande maggioranza della popolazione, la causa del Second Impact è rintracciabile nello schianto di un meteorite sul monte Markham, rilevato quindici minuti prima dell'impatto da un astronomo dilettante chiamato Nan Seimoa. Alla gente viene fatto credere che il fantomatico meteorite, con un diametro più piccolo di dieci centimetri ma con una notevole massa prossima alle 4,02×1020 tonnellate, si sia schiantato a una velocità che superava il 9,5% di quella della luce. L'avvenimento determinò lo scioglimento della calotta di ghiaccio polare e causò un improvviso spostamento dell'asse terrestre rispetto all'ellittica dell'orbita, l'innalzamento del livello dei mari, l'inondazione di ampie fasce costiere e lo sconvolgimento climatico dell'intero pianeta. Le alterazioni degli equilibri ecologici misero a repentaglio la sopravvivenza di intere specie animali, mentre la popolazione mondiale originò conflitti etnici che contribuirono alla strage e portarono alla ristrutturazione in senso fortemente militarista delle Nazioni Unite. Alla fine del disastro la popolazione terrestre risultava dimezzata. Sembra che in seguito all'incidente siano sorti conflitti in Medio Oriente, in Asia e in Pakistan, prolungatisi sino al 14 febbraio del 2001, data in cui venne stipulato il Trattato di pace provvisorio di san Valentino, ma che sussistano tensioni nelle isole Spratly o isole Nansha a causa di alcuni attacchi terroristici. I cambiamenti climatici hanno fatto scomparire dal Giappone l'alternarsi delle stagioni. Avendo il paese un clima estivo per tutto l'anno in numerosi episodi di Evangelion si ode il frinire delle cicale giapponesi, che nella poesia giapponese sono un simbolo dell'evanescenza delle cose. L'ecosistema inizia a ripristinarsi e i vari habitat a ripopolarsi solo dopo diversi anni dalla tragedia.
Secondo la dottoressa Akagi la Nerv è nata per scongiurare il pericolo di un nuovo Impact. La vera causa del Second Impact, in realtà, è da ricercarsi nel risveglio di un gigante di luce (ひかりの巨人?, hikari no kyojin) chiamato Adam. Gli scienziati della spedizione Katsuragi lo avevano risvegliato poco prima dell'incidente tramite la teoria del Super-Solenoide, avanzata dal dottor Katsuragi; dopo l'incidente gli stessi scienziati tentarono di ridurlo in stato embrionale, così da limitare i danni della catastrofe. Tutti i membri del gruppo di ricerca Katsuragi perirono nell'incidente; l'unico superstite fu Misato Katsuragi, che cadde in uno stato prolungato di afasia in seguito al trauma subito. Gendō Ikari, che aveva partecipato al gruppo di ricerca, lasciò l'Antartide portando diverso materiale con sé il giorno prima della calamità, scampando al disastro. In seguito all'evento il polo sud è diventato un ambiente proibitivo per qualunque essere vivente. Tutte le informazioni in merito alla comparsa del gigante vengono nascoste per volontà della Seele e di Ikari. Nella realtà si calcola che se i ghiacci dell'Antartide si sciogliessero il livello del mare si alzerebbe fra i sessanta e gli ottantacinque metri, perciò nel mondo di Evangelion molte vecchie metropoli sono state sommerse dalle acque. La data del Second Impact, il 13 settembre, è un omaggio alla serie Spazio 1999, nella quale il 13 settembre 1999 ha luogo un'esplosione di depositi di scorie radioattive sulla Luna che causa l'uscita del satellite dalla propria orbita.

### Third Impact
Il Third Impact (サードインパクト?, Sādo inpakuto) è una catastrofe di grandissime proporzioni profetizzata nelle pergamene del Mar Morto che porterebbe al completo annientamento della razza umana. Ufficialmente è data la spiegazione che l'Impact sarebbe stato causato dal contatto tra un angelo e Adam, apparentemente custodito nel sottosuolo di Neo Tokyo-3, e che gli Eva e la Nerv esistessero per impedire che questo accadesse. In realtà il vero obiettivo del Progetto per il perfezionamento è quello di dare inizio a tale avvenimento. In seguito all'annientamento di tutti gli angeli nella pellicola The End of Evangelion la serie degli Eva ghermisce l'Eva-01 per poter rilasciare un motore energetico chiamato elemento S²; come risultato del processo si genera un'immensa esplosione e gli esseri umani si trasformano uno dopo l'altro in LCL.

## Organizzazioni

### Commissione per il perfezionamento dell'uomo
La Commissione per il perfezionamento dell'uomo (人類補完委員会?, Jinrui hokan iinkai) è un'organizzazione fondata subito dopo il Second Impact. Il suo capo è un uomo di origine tedesca chiamato Lorenz Keel. Il compito dell'organizzazione è, da nome, quello di promuovere il Progetto per il perfezionamento dell'uomo. La Commissione è composta dal presidente Keel, tedesco, e da altre quattro persone rappresentanti gli Stati Uniti d'America, la Russia, la Francia e il Regno Unito. I membri discutono spesso con Gendō Ikari tramite degli ologrammi. Sembra che l'agenzia speciale Nerv sia sotto il diretto controllo di questa Commissione, dietro cui si nasconde un'altra organizzazione chiamata Seele.

### Nerv

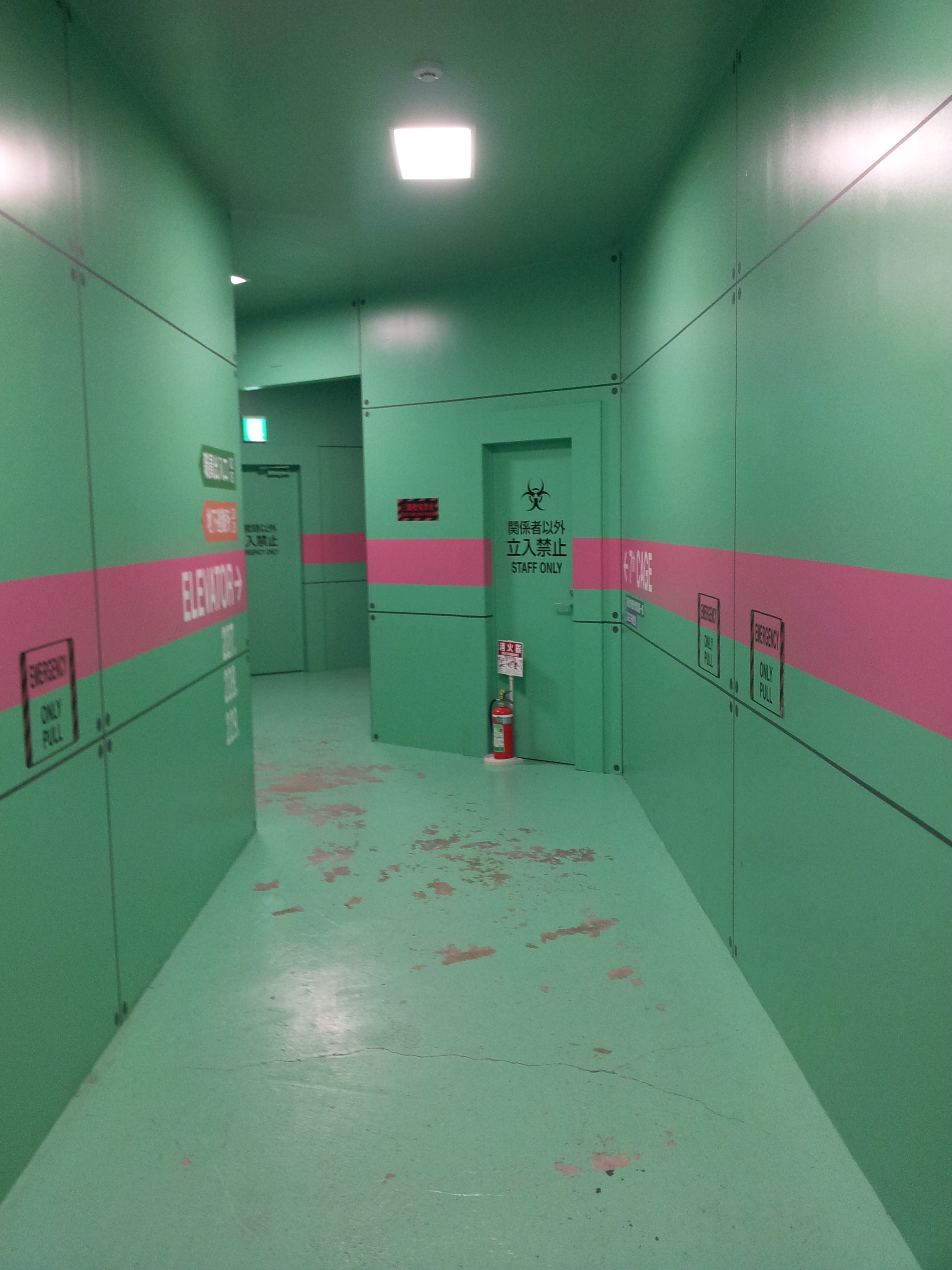
Riproduzione di un corridoio del quartier generale della Nerv al parco di divertimenti Fuji-Q Land

La Nerv (ネルフ?, Nerufu, pron. [nɛʁf]) è un'agenzia speciale militare fondata nel 2010 per contrastare la minaccia degli angeli, ufficialmente posta sotto il diretto controllo delle Nazioni Unite. Nelle questioni di propria competenza la Nerv dispone di totale autonomia e si trova in una posizione privilegiata rispetto alle altre autorità militari e civili. La sua organizzazione interna comprende vari reparti, che spaziano dalla ricerca tecnologica alla gestione delle pubbliche relazioni, divisi a loro volta in più sezioni ordinate gerarchicamente. L'agenzia è responsabile delle indagini, delle ricerche e della distruzione degli angeli. Viene istituita facendo in essa trasferire e confluire tutto il personale del Gehirn, un'agenzia di ricerca sotto il controllo della Commissione per il Perfezionamento. Fra i suoi membri si annoverano Gendō Ikari, suo comandante supremo, e Kōzō Fuyutsuki, vicecomandante in carica. Benché il suo quartier generale sia situato nella città di Neo Tokyo-3, l'organizzazione conta numerosi filiali in Germania, negli Stati Uniti e altri luoghi dislocati in tutti i continenti. La parola nerv significa nervo in lingua tedesca. In uno dei progetti iniziali il nome Nerv sarebbe stato l'acronimo di Neo Eath of Retarn Vererasion. L'organizzazione prende spunto dalla Nave Solo di Ideon, il cui equipaggio si trova ad affrontare sia gli alieni ostili del Buff Clan sia altri esseri umani, con mecha che vanno fuori controllo e comunicano soltanto con dei ragazzini.

### Gehirn
Il Gehirn (ゲヒルン?, Gehirun) è un'organizzazione facente capo alla Commissione per il perfezionamento. La data esatta della sua fondazione sembra aggirarsi attorno al 2003. Il suo quartier generale venne costruito in un geofront sotterraneo situato al di sotto del suolo di Hakone, ed è accertata l'esistenza di sue filiali oltreoceano, come la terza divisione tedesca. Nel Gehirn vengono portate avanti numerose attività, come il progetto E, il piano di rigenerazione di Adam e il primo caso di trasposizione informatica di personalità a opera della dottoressa Naoko Akagi. Dacché numerosi membri del personale sono ricercatori o scienziati, molti di loro sono soliti indossare camici bianchi da laboratorio. L'esistenza del Gehirn è celata ai media. Pare che l'organizzazione operi sotto il falso nome di Laboratorio per l'evoluzione artificiale. Tra i suoi membri si annoverano Gendō Ikari, Kōzō Fuyutsuki, Naoko Akagi, Ritsuko Akagi, Misato Katsuragi e Sōryū Kyōko Zeppelin. Nel 2010, nello stesso giorno in cui venne completato il Magi System, il Gehirn venne sciolto dalla Commissione per il perfezionamento, e tutto il personale, eccetto la defunta Naoko Akagi, venne trasferito presso l'agenzia speciale Nerv. La parola tedesca gehirn significa cervello o, in senso più ampio, intelligenza. Assume un particolare significato il fatto che l'organizzazione venga smantellata una volta ottenuto il Magi System, il cervello artificiale della Nerv.

### Seele

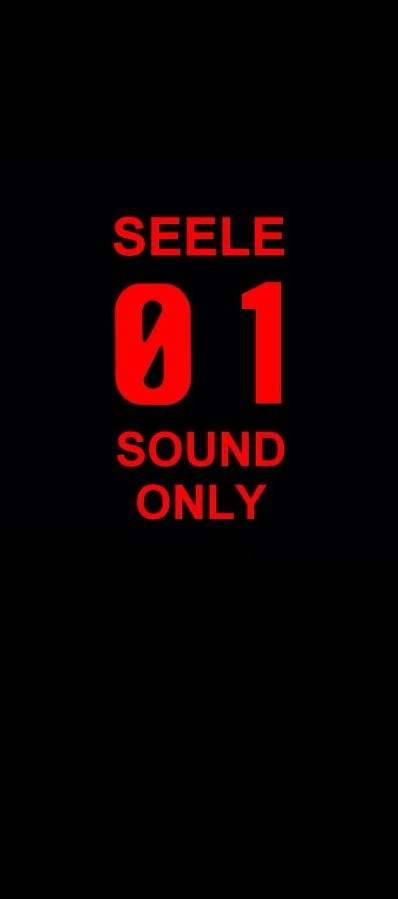
Riproduzione del monolite di Lorenz Keel

La Seele (ゼーレ?, Zēre, pron. [ˈzeːlə]) è una misteriosa organizzazione esoterica responsabile della creazione della Nerv e del Progetto per il perfezionamento. L'organizzazione si attiene a quanto scritto dalle profezie delle pergamene del Mar Morto. Il suo potere è superiore a quello del governo giapponese e delle Nazioni Unite. L'organizzazione nacque in un'epoca non ben definita in Europa come società segreta di matrice religiosa. Si ipotizza che si sia nascosta per non essere perseguitata con l'accusa di eresia. In un tempo non precisato la società incominciò a cercare manufatti che potessero comprovare la propria dottrina religiosa; in questo modo la setta riuscì a entrare in possesso di antichi documenti, scritti in caratteri sconosciuti e mai usati da nessuna civiltà nota, chiamati pergamene segrete del Mar Morto. Dopo aver decifrato i manoscritti la Seele incominciò a verificare a uno a uno i contenuti dei documenti, scoprendo diverse rovine e collezionando preziose reliquie sacre. Pare che Yui Ikari abbia qualche relazione con la Seele. La dottoressa, in una discussione con il professor Fuyutsuki, l'ha descritta come «un'organizzazione nata per evitare il verificarsi della tragedia finale». Una sua sottosezione, la Commissione per il perfezionamento, è formata da soli cinque rappresentanti dell'organizzazione. La parola seele significa anima in lingua tedesca: e dacché tutte le società a essa correlate, come il Gehirn e la Nerv, presentano nomi tedeschi, è ipotizzabile che la sua origine abbia avuto luogo in Germania. Dal ventunesimo episodio della serie in poi i membri della Seele vengono raffigurati sotto forma di monoliti di colore nero, simili a quelli presenti in 2001: Odissea nello spazio di Stanley Kubrick. I rapporti fra spessore, larghezza e altezza di questi monoliti sono di 1:4:9.

### Istituto Marduk
L'Istituto Marduk (マルドゥック機関?, Marudukku kikan) è un'agenzia consultiva creata per selezionare i soggetti idonei a pilotare le unità Evangelion, posta sotto il diretto controllo della Commissione per il perfezionamento. La lista dei ragazzi qualificati per lo scopo, chiamati Children, viene pubblicata nel cosiddetto rapporto Marduk. In realtà dietro l'Istituto Marduk si nasconde la Nerv stessa; tutti i candidati Children vengono raccolti e tutelati in gruppo, nella scuola media di Shinji, sotto il nome di codice 707. Il nome dell'istituto trae origine da una delle principali divinità babilonesi, Marduk. Il dio Marduk era noto con una cinquantina di epiteti diversi. Per analogia, l'Istituto Marduk di Neon Genesis Evangelion è connesso a 108 imprese fittizie. Per inciso, nel buddhismo tibetano 108 è il numero dei peccati che affliggono l'umanità. Il nome Marduk sembra far riferimento inoltre all'omonima razza aliena presente nella serie OAV di Macross II.

## Scienza e tecnologia

### AT Field

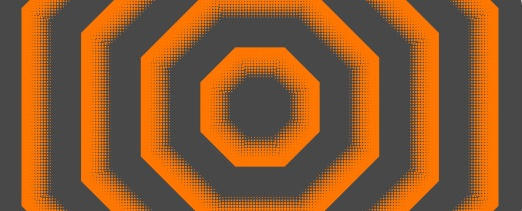
Riproduzione grafica dell'AT Field

L'AT Field (A.T.フィールド?, A. T. fīrudo), abbreviazione di Absolute Terror Field (lett. "campo di terrore assoluto"), è un misterioso campo di forza protettivo generato dagli angeli e dalle unità Evangelion. Chiamato così per il terrore assoluto che incute, l'AT Field è un campo direzionale che si manifesta visivamente sotto forma di ottagoni regolari concentrici; nel corso della serie viene definito sia come un «dominio assoluto», sia come una barriera fisica che gli angeli riescono a estendere arbitrariamente attorno al proprio corpo; questo campo vanta un enorme potere difensivo, tale da respingere quasi tutte le armi a disposizione del genere umano. I possibili usi dell'AT Field spaziano dal sostenere un'intera dimensione parallela a strumento per attacchi psichici. Si ipotizza che gli esseri viventi lo ereditino geneticamente e che sia una sorta di potere psichico dispiegato sotto forma di forza fisica. Gli Evangelion hanno la capacità di neutralizzarli annullandone lo spazio di fase, ragion per cui vengono considerati l'unica arma in grado di contrastare gli angeli: generando un AT Field in prossimità di quello di un angelo, un'unità Evangelion ne può nullificare il potenziale difensivo e ingaggiare un combattimento corpo a corpo con il nemico. Gli AT Field degli Eva si ingrandiscono o restringono secondo la volontà dei piloti.
Kaworu Nagisa afferma che gli AT Field sono le «mura dell'animo che tutti possiedono». Si ipotizza che tutti gli esseri viventi ne abbiano uno, ma che manchi loro la forza necessaria per attivarlo e renderlo visibile. Anche gli esseri umani, come gli angeli e gli Eva, dispongono di un AT Field; sono proprio queste barriere a separarli emotivamente, conferendo loro forma fisica. Sembra che il Perfezionamento punti ad annullare le barriere di tutti gli esseri umani. L'estensione massima di un AT Field è un ego senza restrizioni, cioè una divinità. Durante il Perfezionamento l'ego di ogni essere umano collassa, e i corpi diventano LCL. Questo concetto sembra suggerire l'idea pessimistica che gli esseri umani non possano mai comprendersi reciprocamente. Per gli AT Field gli autori si basarono sull'immagine dello strappo degli indumenti, la più elementare forma di protezione adottata dagli esseri umani. Il concetto venne inserito soltanto per giustificare l'importanza degli Eva, e solamente in un secondo momento il regista della serie, Hideaki Anno, rifletté sul significato filosofico del concetto, associando all'AT Field il significato di «muro dell'animo».

### Bachelite speciale
La bachelite speciale (特殊ベークライト?, tokushu bēkuraito) è un materiale utilizzato per rinchiudere e conservare il "primo essere umano", Adam, ridotto in stato embrionale. Il termine bachelite indica il genere delle resine fenoliche, materie plastiche sintetizzate a partire dalla reazione di fenolo e formaldeide, e trae origine dal nome del loro inventore, il chimico belga Leo Hendrik Baekeland. La bachelite ha proprietà termoindurenti, non fonde né si ammorbidisce se riscaldata; è usata soprattutto in campo industriale, dove le sue proprietà la rendono utile come isolante elettrico e termico. La bachelite speciale di Evangelion, però, è costituita da componenti chimiche differenti rispetto a quelle della vera bachelite. Viene usata per arrestare i movimenti dell'Eva-00, andata fuori controllo durante un esperimento di attivazione, e per prevenire l'intrusione delle Forze strategiche di autodifesa giapponesi nel quartier generale della Nerv nella prima parte di The End of Evangelion.

### Berserk
La modalità berserk (暴走?, bōsō, lett. "fuori controllo", "fuggiasco") è un pericoloso stato degli Evangelion nel quale l'umanoide inizia ad agire in preda a un'incontrollabile e apparentemente istintuale furia distruttiva. Le cause e le modalità del berserk di un Eva sono ignote; sembra che si verifichi in caso di una crisi psicologica del pilota. Quando un'unità Eva è in berserk dimostra delle capacità teoricamente impossibili, come la possibilità di rigenerare immediatamente il proprio corpo o operare senza alcuna alimentazione esterna. L'Eva-01, una volta andato fuori controllo, riesce ad annientare gli angeli Sachiel, Leliel, e Zeruel. Anche l'Eva-02 e i Mass Production Model sembrano dare alcuni segni di berserk. L'Eva-00, inoltre, va fuori controllo durante un esperimento di attivazione e durante una successiva verifica di compatibilità. Il termine sembra fare riferimento ai berserkr, leggendari guerrieri vichinghi fedeli alla divinità di Odino; in battaglia i berserkr entravano in un enigmatico stato di furia che li rendeva feroci e insensibili al dolore.

### Dummy Plug
Il Dummy Plug (ダミープラグ?, Damī puragu) è un Entry Plug studiato per poter controllare gli Eva senza ricorrere a un pilota. Al loro interno, tramite il Dummy System, è stata trascritta la personalità della First Children, Rei Ayanami. Dal momento che ricreare le caratteristiche di un'anima è impossibile, il Dummy System si limita a ingannare l'Eva simulandone la presenza. Si tratta di un sistema effettivamente vantaggioso, che fa fronte al numero ristretto di piloti qualificati a salire a bordo di un Evangelion. I Mass Production Model apparsi nella pellicola The End of Evangelion utilizzano dei Dummy Plug in cui è stata trasferita la personalità di Kaworu Nagisa. Nel ventitreesimo episodio della serie la dottoressa Ritsuko Akagi conduce Misato e Shinji in un luogo ritenuto essere l'impianto di produzione del Dummy, situato nel Terminal Dogma del quartier generale della Nerv. L'impianto è circondato da un acquario nel quale sono visibili numerosi cloni di Rei Ayanami, galleggianti in un liquido simile ad LCL. A sapere che per il Dummy si utilizzano corpi di esseri umani clonati, oltre alla stessa Ritsuko, sono pochissimi membri della Nerv. Fra questi, Gendō Ikari, Kōzō Fuyutsuki e Maya Ibuki, che mostra di nutrire forte astio nei confronti del Dummy System, ritenendolo disumano e poco etico.

### Dummy System
Il Dummy System (ダミーシステム?, Damī shisutemu) è un sistema che imita i tracciati di pensiero di un pilota allo scopo di sincronizzarsi con un Evangelion. A bordo dell'Eva-01 viene inserito un Dummy Plug che imita la personalità di Rei Ayanami. Si ritiene che Rei sia stata scelta fra gli altri piloti per via della sua stabilità psicologica. Questo sistema viene attivato durante la battaglia con il tredicesimo angelo, Bardiel. Le sue azioni in battaglia, assai diverse rispetto al pilotaggio di Rei, si avvicinano però a un violento stato di berserk. Con l'attivazione del Dummy System lo 01 inizia un feroce attacco nei confronti dell'Eva-03, e anche quando il nemico è ormai inerme l'umanoide continua ad aggredirlo violentemente, strappandogli la corazza e facendo a pezzi il suo corpo. Nel Rebuild of Evangelion il Dummy System emette un suono che se ascoltato al contrario pare dire To be dominated by me is not as bad for humankind as to be dominated by others of your species, una frase proveniente da Colossus: The Forbin Project.

### Elemento S²

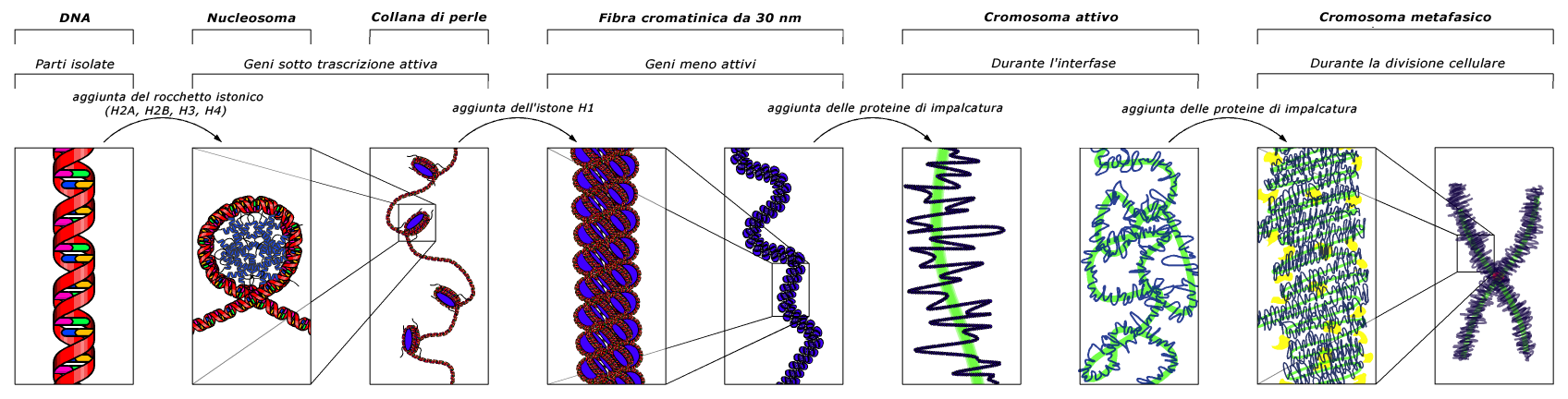
La struttura a solenoide è un modello della fibra a 30nm. Essa rappresenta il secondo livello dell'organizzazione della cromatina

L'elemento S² (S²機関?, S² kikan), o Super-Solenoide, è un misterioso motore a energia perpetua responsabile delle grandi capacità evolutive e rigenerative degli angeli. L'elemento viene studiato dal dottor Katsuragi, che riassume le sue ricerche nella cosiddetta teoria del Super-Solenoide. La teoria, accolta con estremo scetticismo dalla comunità scientifica, viene indirettamente verificata dal ritrovamento di Adam. Grazie agli studi del dottor Katsuragi lo stesso Adam viene risvegliato durante un esperimento. In seguito al recupero del corpo dell'angelo Shamshel l'elemento S² viene riprodotto in Germania, per poi essere inserito nell'Eva-04 durante un esperimento svoltosi presso la seconda filiale americana della Nerv. A causa di un misterioso incidente la filiale dell'organizzazione e tutti gli oggetti nel raggio di ottantanove chilometri scompaiono nel nulla, inglobati in un mare di Dirac. Lo stesso meccanismo viene installato sugli Eva Series, i quali, rilasciandolo, generano un enorme anti-AT Field e danno inizio al Third Impact. Proprio grazie al Super-Solenoide i nove Eva dispongono di grandi capacità di rigenerazione e della facoltà di volare.
Nel diciannovesimo episodio della serie l'Eva-01 divora le carni dell'angelo Zeruel, introiettandone l'elemento Super-Solenoide ed estendendo indefinitamente il proprio limite di operatività. Nessun fotogramma dell'anime mostra a che parte del corpo dell'angelo corrisponda e la sua vera forma resta avvolta nel mistero. Nel copione originale dell'episodio però l'Eva avrebbe divorato lo stomaco di Zeruel, estraendo un organo che Ritsuko avrebbe esplicitamente identificato come l'elemento Super-Solenoide. Sembra che per l'umanità rappresenti una sorta di frutto proibito di difficile maneggiabilità. Alcune informazioni contenute nel videogioco Neon Genesis Evangelion 2 aggiungono che: «Poiché l'universo è formato da tante spirali, l'elemento [Super-Solenoide] acquista energia grazie alla propria forma, identica a quella del DNA umano. L'elemento S² è stato concepito come una fonte di energia capace di produrre energia elicoidale. In altre parole, una riserva energetica inesauribile». Il solenoide è una bobina cilindrica e spiraliforme in grado di sviluppare energia magnetica al proprio interno quando attraversata da elettricità. Il termine Super-Solenoide trae origine dal superavvolgimento del DNA, e più in particolare dal secondo livello di compattazione, detto, appunto, solenoide. La rivista Evangelion Chronicle ha paragonato l'elemento S² al moto perpetuo, ritenuto dalla scienza attuale impossibile. Nella realtà storica inoltre alcuni studiosi hanno formulato la teoria del principio antropico, secondo la quale nei geni sarebbe presente una sorta di energia nascosta volta a far evolvere la vita terrestre da semplici organismi unicellulari a forme di vita più complesse e intelligenti, come gli esseri umani.

### Entry Plug

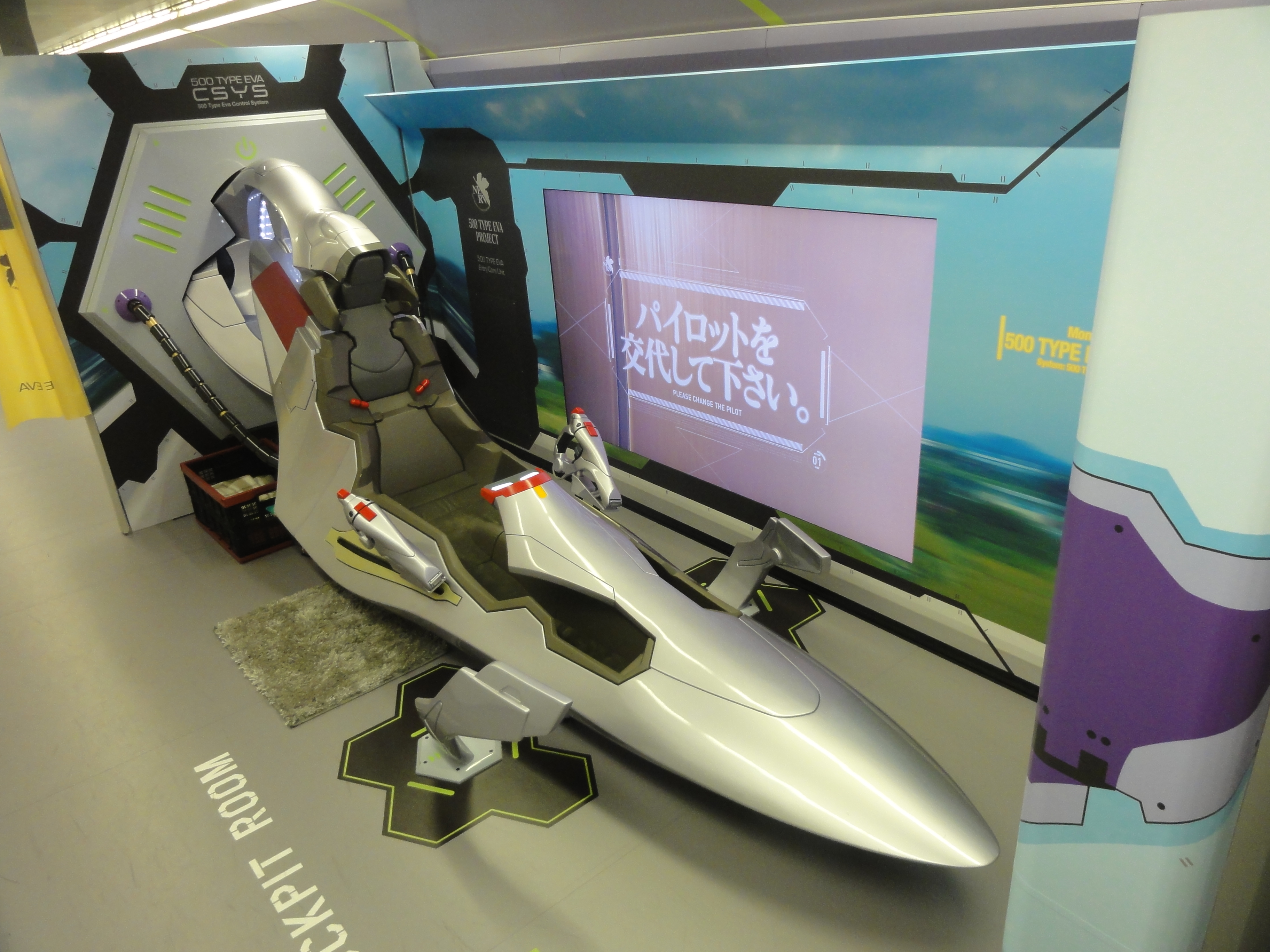
Riproduzione della cabina di pilotaggio di un Evangelion all'interno di un treno ispirato al design dell'Eva-01

L'Entry Plug (エントリープラグ?, Entorī puragu) è una capsula cilindrica atta a contenere l'abitacolo di un Evangelion. Al suo interno è contenuta la struttura atta al posizionamento del pilota, che appare come sospesa nell'abitacolo e estraibile nella sua interezza. Questa particolare struttura comprende due leve di controllo e uno speciale visore retrattile per il puntamento al lungo raggio. Quando attivate, le pareti interne dell'Entry Plug si comportano come degli schermi giganti su cui viene trasferita un'immagine giroscopica, poi integrata con sistemi elettronici di rilevamento e comunicazione. Una volta che il pilota ha preso posto al suo interno viene riempita di LCL e inserita nel midollo spinale dell'Eva; sembra che la capsula agisca come un relè e che convogli gli stimoli sensoriali e motori fra il cervello e le estremità del corpo, oltre a gestire le funzioni riflesse. In caso di emergenza l'Entry Plug può fungere da capsula di salvataggio; la cabina è infatti dotata di un paracadute e di razzi di espulsione di sicurezza. Un altro nome della cabina di pilotaggio è "trono dell'anima" (魂の座?, tamashii no za). L'ideogramma za (座?), tradotto nella versione italiana e nordamericana della serie come "trono", è traducibile in molti modi, fra cui "posto", "ruolo", "palcoscenico", "teatro".
Il concetto di Entry Plug è un apparente omaggio alla serie robotica Tatakae! Iczer-1. La cabina di pilotaggio viene spesso paragonata freudianamente, anche dagli stessi personaggi della serie, al grembo o al seno materno.

### Interfaccia neurale
L'interfaccia neurale è l'avveniristico sistema di pilotaggio degli Evangelion. I sistemi nervosi del pilota e della macchina umanoide vengono messi in sincronia: in questo modo il pilota può comandare i movimenti dell'Eva pensando di muovere il proprio stesso corpo. Questo sistema fa sì che gli impulsi nervosi di ritorno dell'Eva vengano subiti dal pilota. Un esempio è dato dal dolore provocato da eventuali danni subiti in battaglia.

### Jet Alone

Il Jet Alone nel settimo episodio della serie

Il Jet Alone (ジェットアローン?, Jetto arōn) è un gigantesco robot umanoide controllabile a lunga distanza via radio sviluppato dalla Comunità delle industrie chimiche unite nipponiche (日本重化学工業共同体?); a differenza degli Evangelion non necessita di un pilota umano. È dotato di un reattore nucleare interno che gli assicura un limite di operatività di centocinquanta giorni. Come gli Eva è considerabile un'enorme arma da combattimento terrestre ed è anch'essa caratterizzata da una forma umanoide. Considerata la natura biologica degli Eva e degli angeli, però, il Jet Alone è l'unico vero mecha della serie. Il principale responsabile del suo sviluppo è un uomo di nome Shirō Tokita. Dalle spalle del robot, una volta attivato, spuntano sei protuberanze cilindriche che rimangono protratte per tutta la durata dell'operatività; esse costituiscono le barre di controllo del reattore nucleare. Sulla testa presenta delle barre chiare simili a denti che dopo l'attivazione emanano una luce chiara, e tra le quali sono posizionate delle speciali fessure deputate alla dispersione del calore sviluppato dalla combustione nucleare. Le esatte dimensioni del Jet Alone sono ignote, ma è poco più grande di un'unità Eva.
I progetti per lo sviluppo del Jet Alone, benché sollecitati dall'agenzia di difesa, sono pilotati dal governo giapponese. Nel corso del suo esperimento inaugurale il robot va fuori controllo, iniziando così una corsa senza freni verso la città di Atsugi e ponendo in atto il pericolo di esplosione del reattore nucleare posto all'interno del suo corpo. Nel tentativo di scongiurare la minaccia Misato si introduce all'interno del mecha tramite un portello di emergenza ad apertura manuale, raggiungendo così la stanza di controllo ausiliario diretto per emergenze. Il codice d'accesso per comandare la cancellazione dell'intero programma di gestione del robot è "speranza" (希望?, kibō), ma quando Misato digita la parola il computer le segnala errore. Questo particolare fa desumere una manomissione intenzionale del programma. Sembra che l'incidente sia stato infatti pianificato da Gendō Ikari e che la dottoressa Ritsuko Akagi, nonostante ne fosse al corrente, abbia celato la verità a Misato pur di mantenere il segreto. Si ritiene inoltre che il robot si sarebbe fermato anche senza l'intervento dalla donna. Il nome del Jet Alone trae origine da un robot chiamato Jet Jaguar, introdotto nel lungometraggio Ai confini della realtà, seguito di Godzilla. Il primo nome dello Jaguar, il cui design fu scelto in base alle osservazioni fatte dal pubblico, era Red Alone.

### LCL

Lilith sulla copertina del filmbook di Death, in cui si nota l'LCL fuoriuscire dalla parte inferiore del corpo dell'angelo

L'LCL è uno speciale liquido di colore arancione che riempie l'abitacolo di un Evangelion e, conseguentemente, l'apparato respiratorio del pilota. Le sue funzioni principali sono quelle di permettere la trasmissione degli impulsi nervosi del Children, di rifornire d'ossigeno i suoi polmoni e di proteggerlo da eventuali traumi fisici, proprio come accade durante una gravidanza per il liquido amniotico nei confronti del feto. Il liquido, grazie a un processo di carica elettrica cui viene sottoposto, cambia configurazione molecolare. Pare che protegga il pilota dell'umanoide da eventuali traumi fisici e mentali. Nel ventesimo episodio della serie Shinji diventa tutt'uno con l'LCL dell'Entry Plug dell'Eva-01; il liquido che ne risulta ricrea il brodo primordiale in cui si crede sia nata la vita nella lontana preistoria. Dacché il corpo umano e l'acqua del mare presentano componenti chimiche estremamente simili, come idrogeno, ossigeno, carbonio, sodio, cloro, magnesio, zolfo, potassio, e calcio, si presume che le componenti di base dell'LCL e del corpo di Shinji siano simili a quelli dell'acqua marina della Terra primitiva. Secondo alcune informazioni contenute nel videogioco Neon Genesis Evangelion 2, l'LCL è il fluido corporeo del secondo angelo, Lilith, che diede vita a esseri come primati e delfini, e, come forma finale, ai Lilim. Sembra che la sigla LCL sia l'acronimo di Link Connect Liquid. Pare che al tatto sia viscoso e che abbia un odore simile a quello del sangue. Siccome la fonte dell'LCL sembra essere il liquido corporeo del secondo angelo, una delle L dell'acronimo potrebbe anche essere l'iniziale di Lilith.

### Limite di Hayflick
Il limite di Hayflick (ヘイフリックの限界?, Heifurikku no genkai) è il limite oltre cui gli Evangelion non sono capaci di autorigenerare le proprie componenti biologiche. Il concetto di limite di Hayflick trae origine dalla reale terminologia medica. Secondo la teoria di Hayflick ciascun tipo cellulare ha a disposizione solo un certo numero di replicazioni, raggiunto il quale la cellula invecchia e muore.

### Magi System
Il Magi System (マギシステム?, Magi shisutemu) è un sistema formato da tre avveniristici supercomputer che gestiscono il quartier generale della Nerv. Può essere considerato il cervello dell'agenzia, ed è suo compito considerare, esaminare e risolvere i numerosi problemi e quesiti relativi all'attività dell'organizzazione. Oltre all'originale, situato nel quartier generale, ne esistono copie in Germania, in Cina, negli Stati Uniti e a Matsushiro. Fu la dottoressa Naoko a idearlo e costruirlo, ma a causa della sua prematura scomparsa venne completato dalla figlia, Ritsuko Akagi. Nell'unità di elaborazione centrale del computer, che ne costituisce il nucleo vitale, vi è installato una sorta di cervello artificiale, composto da una sostanza apparentemente simile a quella di un cervello umano. Il Magi System è un computer organico di settima generazione, il primo modello del genere mai realizzato. Le tre unità interdipendenti hanno dei programmi leggermente differenti, per cui capita che si possano avere dei conflitti; ciascun computer contiene in sé un aspetto della personalità della propria creatrice: Melchior, al cui interno risiede la personalità scientifica di Naoko, tende a dare risposte razionali e oggettive; Balthasar, che incarna il lato materno della dottoressa, ha la tendenza a risolvere i problemi cercando di evitare i pericoli, mentre Casper, che ha in sé il lato femminile di Naoko, dà risposte intuitive, vicine ai sentimenti umani. All'interno di Casper, oltre ad appunti contenenti vari codici informatici, è presente uno scarabocchio con su scritto «Ikari sei un cretino», lasciato dalla stessa Naoko. Anche il consiglio comunale di Neo Tokyo-3 è assoggettato dalle decisioni dei Magi. Il Magi è accostabile al concetto di intelligenza artificiale. Il suo nome trae origine dai tre saggi venuti dall'Oriente, ossia Melchiorre, Baldassarre e Gaspare. Come i tre astrologi da cui prende il nome, il supercomputer è composto da tre calcolatori indipendenti che per risolvere qualsiasi tipo di problema si consultano e prendono una decisione a maggioranza assoluta. Pertanto il Magi System è considerabile un sistema democratico e razionale.

### Mare di Dirac

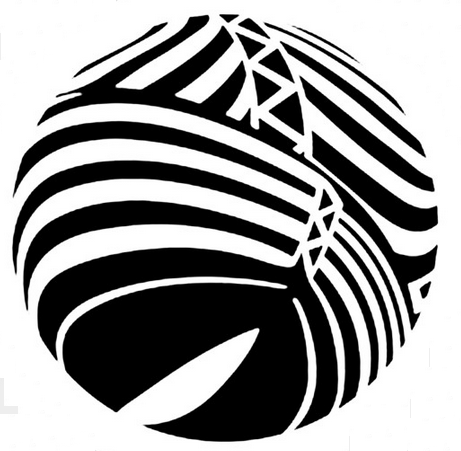
Riproduzione del motivo geometrico dell'angelo Leliel

Il mare di Dirac (ディラックの海?, Dirakku no yumi) è uno spazio numero immaginario che conduce a una dimensione parallela presente all'interno di Leliel. Nel sedicesimo episodio della serie questo enorme spazio vuoto assorbe Shinji e l'Unità 01 al proprio interno. Il mare di Dirac è nella realtà storica un concetto formulato dal fisico teorico britannico Paul Dirac, in cui il vuoto fisico è visto come un mare infinito di particelle di energia negativa. Il concetto è usato e menzionato in numerosi racconti di fantascienza, come nel caso del romanzo Dieci miliardi di giorni e cento miliardi di notti (億の昼と千億の夜?, Oku no hiru to sen oku no yoru) dello scrittore giapponese Ryū Mitsuse. L'espressione "mare di Dirac" può indicare un luogo di non ritorno.
Le ricerche svolte nel ventesimo secolo da Dirac portarono alla formulazione del concetto di antimateria, secondo il quale l'antimateria è costituita da antiparticelle, uguali in tutto e per tutto alle particelle che costituiscono la materia, a esclusione della carica elettrica, che rispetto a esse è opposta. All'elettrone, ad esempio, corrisponde un'antiparticella da esso differente per carica, ovvero il positrone, o antielettrone. Il mare di Dirac è in questo contesto un modello di rappresentazione teorica del vuoto, inteso come un'enorme quantità di antiparticelle. Il processo di interazione e collisione di antiparticelle e particelle porta all'annichilazione, la quale in linea teorica origina il vuoto. Il vuoto, secondo questa visione semplificata delle scoperte di Dirac, sarebbe formato da particelle e antiparticelle che si annichilano in tempi estremamente ridotti. Poiché Shinji è costituito di materia e l'angelo Leliel è formato da antimateria, essi interagendo originano il nulla, un enorme spazio vuoto formato da antimateria.

### Nervo A10

La cosiddetta "via dopaminergica". In basso, proprio sul tronco encefalico, è indicata la VTA (ventral tegmental area), detta regione A10

Il nervo A10 (A10 神経?, A10 shinkei) è il principale nervo di sincronizzazione del sistema di interfaccia neurale degli Evangelion. È grazie alla connessione di questo nervo che il pilota di un Evangelion può riuscire a interfacciarsi neuralmente con l'umanoide che lo ospita, controllandone i movimenti. Secondo dei fascicoli ufficiali sulla serie, gli esseri umani avrebbero quattro colonne di fasci di nervi al centro del tronco encefalico, e le due colonne più esterne prenderebbero il nome di "nervi A". Il decimo nervo, contando dal basso, sarebbe il nervo A10. L'A10 viaggerebbe dal tronco encefalico all'ipotalamo, distribuendosi nella corteccia frontale e in quella cerebrale, e sarebbe collegato alle più complesse funzioni del cervello, come la memoria e il riconoscimento, e alle emozioni, come ansia, paura, felicità e piacere. Pare che questo nervo svolga un ruolo importante in relazione alla percezione emotiva dell'amore. Si dice che un malfunzionamento del nervo A10, non avendo questo un recettore capace di inibire un'eccessiva secrezione di adrenalina, sia implicato nella comparsa di disturbi mentali. In realtà la denominazione "nervo" è impropria, trattandosi di una semplificazione ad uso del linguaggio operativo della Nerv. La sigla A10 indica infatti l'area tegmentale ventrale, detta altrimenti area A10. Secondo la rivista Protoculture Addicts, «quando gli esseri umani si innamorano o si sentono vicini alla propria famiglia, si attiva una porzione di cervello chiamata A10. I piloti devono usare questa porzione del loro cervello per fondersi con il proprio Evangelion. Ed è questo a renderli guerrieri dell'amore, ed è con il potere dell'amore che riescono a proteggere i propri cari». Secondo Yoshiyuki Sadamoto, character designer della serie:
(Yoshiyuki Sadamoto)

### Nucleo
Il nucleo (コア?, koa), talvolta indicato come "sfera di luce" (光球?, kōkyū), è un oggetto sferico di colore rosso caratteristico del corpo degli angeli, nonché loro unico punto debole: una volta distrutto, il nemico interrompe ogni tipo di attività. Benché i primi angeli a comparire nella serie presentino questo nucleo ben visibile ad occhio nudo, i successivi lo celano al proprio interno o lo proteggono con ulteriori barriere difensive e vari stratagemmi. Pare che anche le unità Evangelion dispongano di nucleo e che questo possa essere modificato su misura del pilota selezionato. Nel corso della serie Shinji e Asuka riescono a percepire la presenza di Yui e di Kyōko all'interno delle loro unità, lasciando pensare che l'Evangelion contenga l'anima o una porzione dell'anima della madre del soggetto qualificato. Secondo un fascicolo ufficiale sulla serie, il nucleo non corrisponde all'elemento Super-Solenoide. Nel ventesimo episodio inoltre si intravede uno Shinji nudo appena ricostituitosi dall'LCL dell'Entry Plug con alle sue spalle il nucleo dello 01 illuminato, come se fosse stato partorito da lì.

### Armi N²
Le armi N² (N²兵器?, N² heiki), o testate N², nel mondo di Evangelion sono le armi con il più elevato potere distruttivo a disposizione dell'umanità. Sono degli speciali ordigni che sfruttano la cosiddetta tecnologia Non-Nuclear, o No Nuclear, abbreviata nella sigla N²; per questa loro particolarità, pur generando detonazioni pari a quelle di una testata nucleare, non emettono scorie radioattive, così che gli effetti collaterali siano limitati alla semplice onda d'urto, ragion per cui vengono utilizzate in casi di emergenza e assoluta necessità anche nei pressi di centri abitati. Quando uno di questi speciali ordigni viene utilizzato irradia una grande quantità di energia in grado di influenzare le apparecchiature elettroniche e causare interferenze nelle onde radio. In un testo scolastico di Shinji viene riportato che la vecchia Tokyo venne distrutta da un «nuovo tipo di bomba». Si ritiene che quell'ordigno fosse una testata di tipo N². Il principio di funzionamento di una testata resta sconosciuto; potrebbe trattarsi di un ordigno simile alle bombe al napalm, che incendiano l'obbiettivo tramite energia e calore. Sembra che l'esercito delle Nazioni Unite, le Forze strategiche di autodifesa e l'agenzia speciale Nerv ne possiedano una grande varietà, variabile a seconda delle applicazioni belliche:
- mine N² (N²地雷?, N² jirai), utilizzate nel combattimento contro l'angelo Sachiel[139];
- bombe di profondità N² (N²爆雷?, N² bakurai), usate dalle Forze armate delle Nazioni Unite nei confronti dell'angelo Israfel. Il principio di funzionamento alla base di queste armi è ovviamente lo stesso delle mine, cambiando soltanto la sua applicazione alla tecnica bellica effettiva[140];
- missili aerei N² (N²航空兵器?, N² koukuu heiki), utilizzati contro l'angelo Sahaquiel in orbita satellitare. Il loro attacco viene completamente vanificato dal potente AT Field del nemico, laddove il terzo e il settimo angelo ne erano risultati almeno sensibilmente danneggiati[141];
- bomba N² (N²爆弾?, N² bakudan), tramite la quale l'Eva-00 lancia un attacco suicida contro l'angelo Zeruel nella diciannovesima puntata della serie originale[142]. Tuttavia, come se questi fosse effettivamente a conoscenza della bomba, attiva una membrana a protezione del proprio nucleo[143].

Sembra che negli intenti iniziali degli autori le armi avrebbero dovuto chiamarsi "mine di tipo P".

### Operazione Yashima
L'Operazione Yashima (ヤシマ作戦?, Yashima sakusen) è una strategia bellica formulata nel sesto episodio dell'anime da Misato Katsuragi per sconfiggere Ramiel. Ramiel è infatti definito dai membri della Nerv «una fortezza volante», capace di attaccare e neutralizzare qualunque oggetto potenzialmente pericoloso nel raggio di centinaia di metri, incluso l'Eva-01. Per perforare l'AT Field del nemico senza una lotta corpo a corpo con un'unità Evangelion viene requisito uno speciale fucile a positroni dalle Forze strategiche di autodifesa del Giappone. Come luogo di tiro viene scelto il monte Futago, situato sulla sponda opposta del lago Ashino rispetto a Neo Tokyo-3 e Ramiel. Grazie a un colpo del suddetto fucile, ottenuto concentrando la potenza elettrica dell'intero Giappone, l'impresa ottiene successo e il nemico viene sconfitto. Il suo nome trae origine dalla battaglia di Yashima, combattuta nel primo anno dell'era Bunji, cioè il 1185, nel corso della guerra Genpei. Secondo la leggenda, il samurai Nasu no Yoichi in sella al suo cavallo scoccò una freccia tra le acque e centrò il ventaglio rosso del suo nemico Tamamushi, risolvendo così lo scontro in proprio favore. Numerose sono le analogie con l'Operazione Yashima di Neon Genesis Evangelion, visto che Ramiel deve essere centrato e battuto da un colpo scoccato da una postazione situata al di là delle acque del lago Ashino. Una diversa scrittura del termine yashima (八島?) è traducibile in "otto paesi", un antico epiteto del Giappone, ovvio riferimento all'energia elettrica del fucile a positroni. Questa denominazione è il frutto di una precisa richiesta del regista della serie, Hideaki Anno, che durante la produzione chiese di inserire qualcosa di legato al nome Yashima.

### Plugsuit

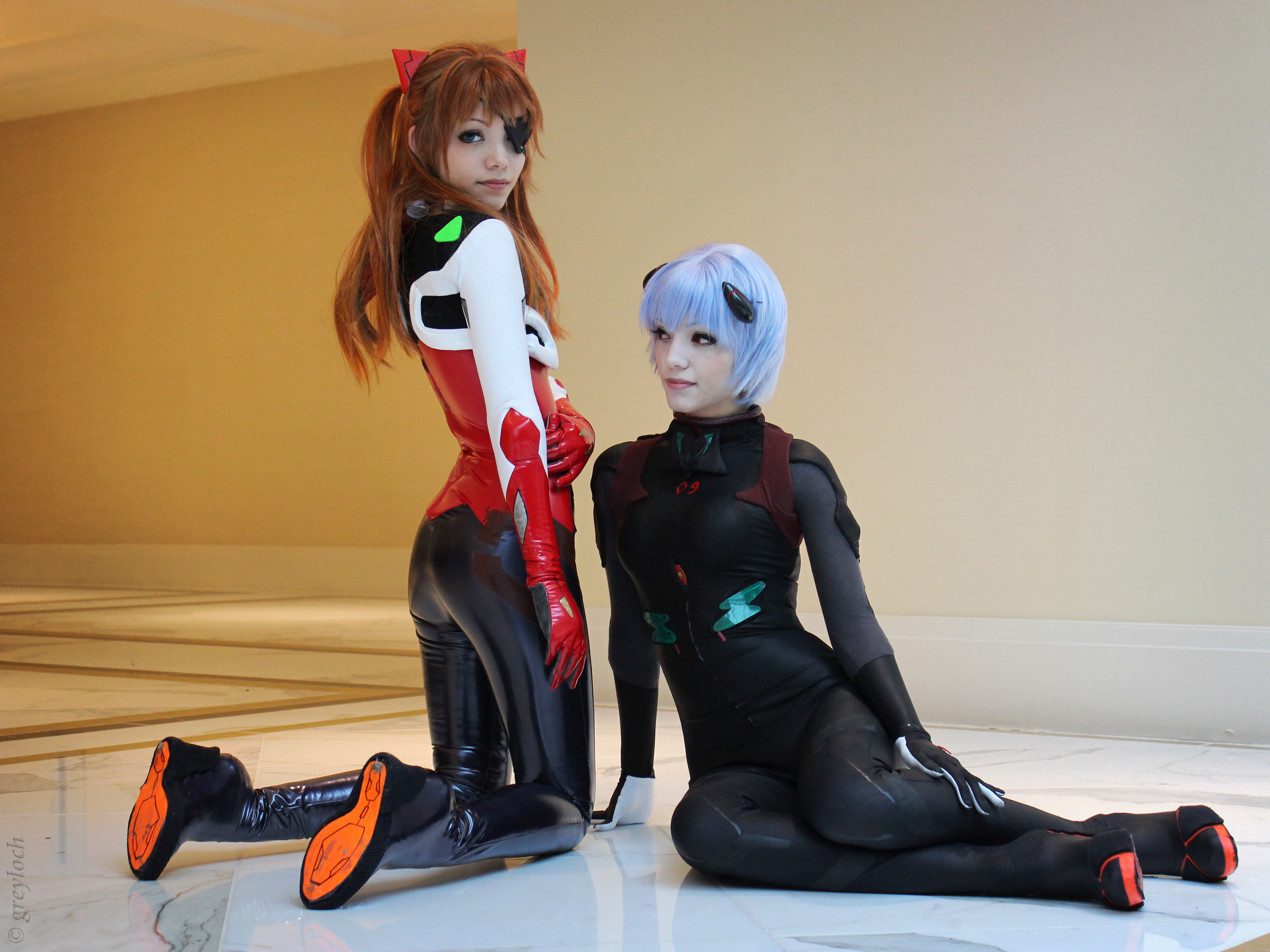
Due cosplayer di Asuka e Rei con i Plugsuit dei lungometraggi del Rebuild of Evangelion

I Plugsuit (プラグスーツ?, Puragusūtsu) sono delle tute speciali studiate per essere indossate dai soggetti qualificati a pilotare un'unità Evangelion. Il loro compito è quello di favorire e ottimizzare il tasso di sincronia, nonché di proteggere il corpo del pilota che lo indossa e di rilevarne le funzioni vitali, permettendone il costante e vigile monitoraggio da parte del centro di controllo della Nerv. Il Plugsuit, resistente al calore e alla pressione e costruito da materiale apparentemente elastico, viene indossato dal soggetto completamente nudo, così che esso possa aderire perfettamente al suo corpo tramite un apposito sistema di autoregolazione, attivato dalla pressione di un apposito pulsante situato sul polso sinistro. Si presume infatti che gli indumenti ostacolerebbero un perfetto collegamento nervoso con il corpo del pilota e l'umanoide. In caso di emergenza è in grado di espletare funzioni base di soccorso; per poter svolgere dette funzioni il Plugsuit è dotato di un'alimentazione interna propria ed è soggetto a un limite di operatività. I vari modelli di Plugsuit differiscono tutti l'uno dall'altro. Su quello di Shinji è visibile la scritta 01, su quello di Asuka è inciso il numero 02 e via dicendo, a seconda dell'unità del pilota. Il modello destinato a Tōji Suzuhara viene mostrato nella scena finale della diciottesima puntata della serie animata. Il Plugsuit di Kaworu Nagisa è visibile in una sola sequenza del ventiquattresimo episodio.

### Pallet Gun
Il Pallet Gun (パレットガン?, Paretto gan), o Pallet Rifle (パレットライフル?, Paretto raifuru), è una delle principali armi dell'Eva-01. La tecnica sfruttata da quest'arma è quella dei fucili Railgun. Le munizioni del Pallet Gun sono chiamate Uran Pallets, pallettoni all'uranio, dei proiettili appartenenti alla categoria degli Armor Piercing, vale a dire proiettili perforanti. Le munizioni di questo genere, realmente esistenti, al posto della normale ogiva presentano spesso una versione modificata della stessa denominata penetratore, costruita in uranio impoverito. Gli speciali Uran Pallets utilizzati dal Pallet Gun appartengono alla categoria dei proiettili caseless, completamente sprovvisti di bossolo.

### Positron Rifle
Il Positron Rifle (ポジトロン・ライフル?, Pojitoron raifuru) è un enorme fucile a positroni usato dagli Evangelion nel corso delle operazioni belliche. Nel sesto episodio viene utilizzato un peculiare modello modificato dell'arma, noto come Positron Sniper Rifle, che trae la sua potenza dall'accelerazione di positroni generando così un fascio luminoso di fotoni; subendo questi gli effetti della forza di gravità, della rotazione e del campo magnetico della Terra, ogni sezione di sparo richiede una correzione di traiettoria. Detto Positron Rifle è un prototipo sviluppato dal Centro di ricerche tecnologiche di Tsukuba delle Forze strategiche di autodifesa, prelevato e modificato solo in un secondo momento dalla Nerv per essere utilizzato dagli Evangelion. Questo fucile è l'unica arma a lungo raggio in grado di sviluppare una potenza di fuoco sufficiente per poter penetrare l'AT Field dell'angelo Ramiel. Un simile modello viene utilizzato dall'Eva-02 durante la battaglia contro Israfel. Il particolare esemplare usato dallo 02 è uno speciale fucile a positroni appositamente costruito per gli Eva sviluppato dalla Nerv. Durante l'Operazione Yashima questo tipo di fucile era rimasto inutilizzato a causa della sua insufficiente potenza di fuoco; il suo principio di funzionamento, basato sull'utilizzo di un ciclotrone quale acceleratore di positroni, è analogo al Positron Sniper Rifle dell'Eva-01. Un'ulteriore evoluzione del Positron Sniper Rifle è visibile nella ventiduesima puntata dell'anime, nella quale l'Eva-00 utilizza una versione modificata dell'arma contro Arael. Secondo il copione dell'episodio il fucile è stato prodotto nel laboratori di ricerca strategica.

### Progressive Knife

Copertina del primo volume della light novel Neon Genesis Evangelion: Anima raffigurante l'Unità 01 mentre utilizza un'evoluzione del Prog-Knife

Il Progressive Knife (プログレッシブ・ナイフ?, Puroguresshibu naifu) è un'arma per il combattimento corpo a corpo degli Evangelion capace di tagliare a livello molecolare gli oggetti con cui entra a contatto utilizzando una speciale lama formata da particelle vibranti ad alta frequenza. È l'unica arma compresa nell'equipaggiamento base dell'Eva-01, detto di tipo B. Il Progressive Knife è praticamente identico a un coltello in scala Evangelion, ma differisce dal punto di vista fisico da qualsiasi strumento simile per l'elevata resistenza e per la sua straordinaria capacità di taglio. La lama del Progressive Knife emana una caratteristica luce chiara dovuta all'altissima eccitazione molecolare dell'arma. Quando non in uso il coltello è contenuto in uno speciale fodero collocato a sua volta all'interno del sinistro dei due cosiddetti supporti verticali presenti sulle spalle dell'Eva-01. L'Eva-02 usa un nuovo tipo di coltello, simile a un taglierino, chiamato PK-02 Type: anche se la lama si rompe, se ne può estrarre una di ricambio rendendo il coltello nuovamente utilizzabile. Spesso è chiamato, in forma abbreviata, Prog-Knife.

### Sonic Glaive
Il Sonic Glaive (ソニックグレイブ?, Sonikkugureibu), la cui denominazione ufficiale completa è Sonic Glaive SG-01, è l'arma con cui l'Eva-02 divide in due parti il settimo angelo. Si tratta di un'arma da taglio paragonabile a un incrocio tra una lancia e un'alabarda. Il Sonic Glaive è formato da un'asta al termine della quale è posizionata una lama a un solo taglio di ridotte dimensioni. Nella realtà storica simili armi sono conosciute sia nel mondo medioevale occidentale e sia in quello giapponese, ove sono note con il nome di naginata (薙刀?); dal medioevo occidentale proviene l'appropriato, ma poco conosciuto, termine inglese glaive. Il principio di funzionamento della lama posizionata sulla punta del Sonic Glaive è lo stesso del Progressive Knife, caratteristica che gli conferisce un'altrettanto straordinaria capacità di taglio.

### Spazio di fase
Nel secondo episodio della serie, durante la battaglia con l'angelo Sachiel, Maya Ibuki sostiene che «l'Eva[-01] sta sviluppando un AT Field, sta annullando lo spazio di fase». In fisica lo spazio delle fasi (位相空間?, isō kūkan), o phase space in lingua inglese, è un grafico le cui coordinate indicano la posizione di un certo oggetto e il tempo, così da rappresentare lo stato meccanico di un corpo all'interno di uno campo visivo. Per neutralizzare le difese del nemico lo 01 corregge la fase del proprio AT Field per renderla opposta a quello di Sachiel. Ogni fenomeno di natura ondulatoria può venire annullato con onde di uguale modulo e fase perfettamente opposta.

### Spazio di Klein
Lo spazio di Klein (クラインの空間?, Kurain no kūkan) è un termine menzionato da Ritsuko Akagi nel ventesimo episodio della serie, durante l'operazione di recupero di Shinji Ikari, rimasto intrappolato all'interno dell'Eva-01. Il vocabolo viene citato nel momento in cui l'Unità, o Shinji al suo interno, non risponde a un segnale esterno della Nerv. Durante la seconda fase dell'operazione di recupero «l'egoconfine del ragazzo risulta fissato in un ciclo indefinito». In quel momento Ritsuko sostiene che «i segnali emessi rimangono imprigionati nello spazio di Klein». Nella teoria del matematico tedesco Felix Klein, la bottiglia di Klein è una versione tridimensionale del nastro di Möbius. Questo termine si riferisce a una bottiglia in cui il lato esterno non può essere distinto da quello interno.

### Spazio numeroimmaginario
Con l'espressione spazio numeroimmaginario (虚数空間?, kyosū kūkan, lett. "spazio numerico immaginario") s'intende l'assenza di spazio generata dalla collisione di protoni e antiprotoni. Nel sedicesimo episodio della serie questa espressione viene usata per indicare un passaggio che conduce a un altro universo. Il dodicesimo angelo, Leliel, tramite il proprio AT Field crea un particolare spazio numeroimmaginario noto come mare di Dirac, al cui interno rimane intrappolato l'Eva-01. Pare che l'angelo utilizzi un circuito numeroimmaginario con l'intento di collegare questo universo parallelo con la dimensione reale. Leliel è in grado di aprire e chiudere a suo piacimento l'ingresso di questo spazio, che costituisce il suo stesso corpo. Anche la comparsa e la scomparsa dell'ombra dell'angelo, un corpo sferico fluttuante nel cielo, sembra causata da questo circuito numeroimmaginario. Nonostante questo, dopo essere stata fagocitata dal nemico, l'Unità 01 riappare dal corpo sferico di Leliel; si pensa che questo avvenimento sia dovuto a una sorta di anomalia nel circuito immaginario. In altre parole, il circuito che connette il mondo esterno e l'interno dell'angelo apre un varco verso il corpo sferico galleggiante di Leliel. Le attività dell'Unità 01 al suo interno non vengono mai chiarite; c'è la possibilità che l'umanoide abbia interferito con il circuito immaginario dell'angelo usando il proprio AT Field.

### Tasso di sincronia
Il tasso di sincronia (シンクロ率?, shinkuro ritsu) è un valore numerico che esprime la percentuale di sincronizzazione tra i sistemi nervosi del pilota e dell'Evangelion a lui assegnato. A un maggior livello di sincronia corrisponde un più preciso controllo della macchina umanoide. Se questo tasso non supera una certa percentuale non è possibile attivare un'unità Eva. I valori numerici del tasso di sincronia possono scendere o diminuire anche nel caso di un singolo soggetto, a seconda del suo stato psichico ed emotivo. Nel diciannovesimo episodio della serie il tasso di sincronia di Shinji arriva a superare il 400%. Sembra che in condizioni regolari il livello di sincronia tra un pilota e la propria unità si aggiri attorno al 60%.

### Umbilical Bridge
Gli Umbilical Bridge (アンビリカル・ブリッジ?, Anbirikaru burijji, lett. "ponte ombelicale") sono le speciali strutture di ancoraggio di un'unità Evangelion. Sembrano fungere da rampe d'uscita speciali adibite al trasporto degli umanoidi in vari luoghi della città di Neo Tokyo-3. Il nome Umbilical Bridge trae origine da un termine tecnico utilizzato dalla NASA, atto a definire la struttura di servizio, o torre ombelicale, che collega lo Space Shuttle alla piattaforma di lancio. Gli astronauti usano inoltre dei cavi chiamati proprio umbilical cable.

### Umbilical Cable
L'Umbilical Cable (アンビリカルケーブル?, Anbirikaru kēburu) è uno speciale cavo di alimentazione tramite il quale un Evangelion riceve energia elettrica grazie a una sorgente elettrica esterna. Questi speciali cavi d'alimentazione sono posizionati in diverse zone di Neo Tokyo-3, così da consentire agli Evangelion di connettere e disconnettere i cavi in conformità degli spostamenti che avvengono durante le operazioni belliche. Il cavo è collegato al corpo dell'automa umanoide per mezzo di uno speciale connettore, che ne rappresenta la parte terminale. Sui lati di questo connettore sono visibili due fori, che costituiscono gli sfoghi di un sistema di propulsione indipendente utilizzato per lo sgancio del cavo e per attutire la conseguente caduta del connettore. Sembra che il nome dell'Umbilical Cable tragga origine da un cavo destinato a collegare il corpo principale dello Space Shuttle ai motori ausiliari. Il nome indica il cordone ombelicale, i vasi sanguigni che si estendono dal feto alla placenta del grembo materno. L'imperatore Neo di Nadia - Il mistero della pietra azzurra è alimentato da un cavo che termina con una presa simile

### Valvole di Kings
Le valvole di Kings (キングス弁?, Kingusu ben) sono delle valvole speciali adibite a riempire d'acqua lo scafo di un natante collocate nella parte posteriore di alcune vecchie navi. Sebbene la loro denominazione ufficiale sia valvole Kingston (キングストン弁?, Kingusuton ben), la forma contratta Kings viene frequentemente utilizzata nel linguaggio operativo. Viene citata anche nell'original video animation dello studio Gainax Punta al Top! GunBuster. Una delle sue possibili funzioni è quella di incorporare acqua dal fondo dell'imbarcazione, così da far raffreddare i motori. Nei romanzi o nei lungometraggi il termine è usato per indicare una valvola adibita all'autoaffondamento delle navi da guerra. Per annientare il sesto angelo, Gaghiel, con queste valvole vengono fatte immergere due corazzate chiamate Illinois e Kentucky.

## Luoghi

### Central Dogma
Il Central Dogma (セントラルドグマ?, Sentoraru doguma) è un'enorme zona sotterranea che si estende per circa sette chilometri al di sotto del quartier generale della Nerv. Questa zona è divisa da più paratie, e il suo livello più basso è noto come Terminal Dogma. Il nome proviene da un'espressione specifica della biologia molecolare, ovvero il dogma centrale della biologia molecolare. Nel quartier generale sono presenti diverse strutture a forma di doppia elica visivamente simili al codice genetico umano.

### Centro di comando operativo
Il Centro di comando operativo è il centro di controllo della Nerv usato durante le operazioni belliche. È situato all'interno della stanza operativa del quartier generale. Visivamente ricorda il ponte di una nave corazzata. Talvolta indicata come prima sala comandi, viene utilizzata anche per trasmissioni in diretta, ricerca dei nemici ed elaborazioni tattiche. Il comandante e il vicecomandante si trovano su una struttura rialzata chiamata ponte di comando, circondata da un complesso sistema di schermi, il frontale dei quali è definito "schermo principale", nel quale vengono trasmesse immagini della superficie attraverso l'uso di un aereo da ricognizione. Tra quest'ultimo e lo stesso ponte di comando sono interposte tre mappe tridimensionali costituite da piani reticolari luminosi proiettati nello spazio relative al territorio di Neo Tokyo-3. Il bancone degli operatori è diviso in tre parti, ognuna destinata a un operatore. Il suo posto centrale è riservato a Makoto Hyuga, mentre gli altri due sono destinati a Maya Ibuki e Shigeru Aoba. Al di sotto del centro sono posizionati tre centri di comando inferiori, all'interno dei quali è installato il Magi System. Il primo centro di comando viene distrutto durante la battaglia contro Zeruel, dopo la quale ne viene utilizzato un secondo, dall'aspetto totalmente identico al primo. Per disegnare il Centro di comando con maggior precisione in fase di produzione la Gainax realizzò un modellino in carta della costruzione alto trenta centimetri, inquadrandolo e fotografandolo da diverse angolazioni.

### Cocitus
Il Cocitus (コキュートス?, Kokyūtosu) è un livello del Central Dogma invaso da Tabris nel ventiquattresimo episodio. Nella mitologia greca il Cocito è un fiume del regno dei morti. Secondo le leggende, i defunti, prima di poter accedere all'Oltretomba, attraversano un fiume sotterraneo chiamato "fiume del dolore". Anche lo strato ghiacciato più basso dell'Inferno nella Divina Commedia di Dante Alighieri è noto come Cocitus. È diviso in quattro strati, chiamati Caina (カイナ?, Kaina), Tolomea (トロメア?, Toromea), Antenora (アンティノラ?), e Giudecca (ジュデッカ?, Judekka). Si presume che il quartier generale della Nerv riprenda questa divisione.

### Geofront

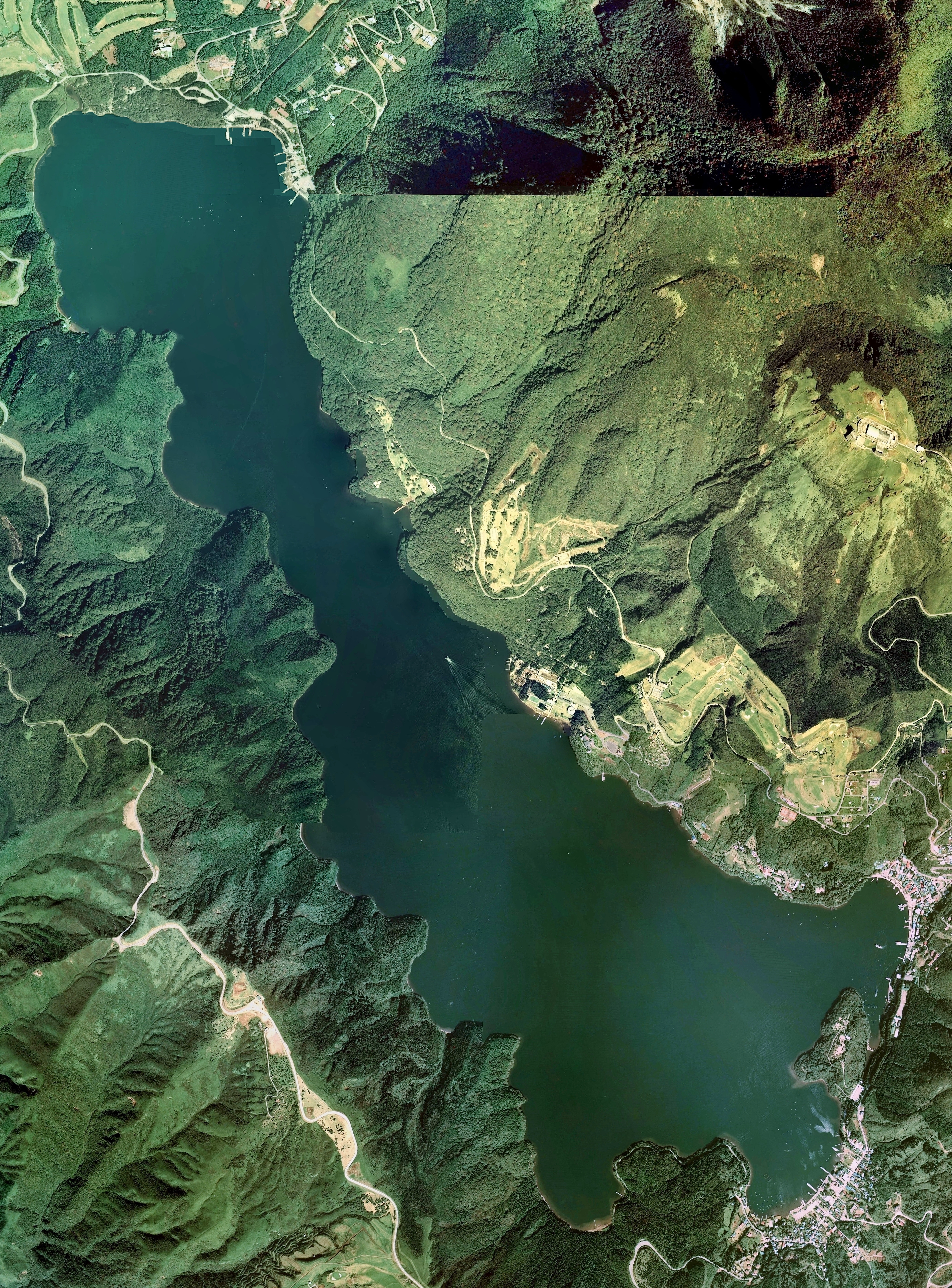
Fotografia aerea del lago Ashino, al di sotto del quale si trova il geofront della Nerv

Il geofront (ジオフロント?, jiofuronto) è una città sotterranea situata al di sotto di Neo Tokyo-3, costruita all'interno di una grande cavità a forma di cupola con un diametro di sei chilometri e un'altezza pari a novecento metri, a fronte dei due chilometri di Neo Tokyo-3. Questa enorme caverna non è stata costruita per ospitare il geofront. Secondo il professor Fuyutsuki, il geofront è ospitato da una cavità sotterranea correttamente sferica preesistente, riempita in gran parte da detriti di terra e sabbia per l'80% del suo volume totale. Nel suo complesso questa sfera ha un diametro di 13,75 chilometri. Per separare il geofront e Neo Tokyo-3 sono state costruite ventidue lastre corazzate. Nel diciannovesimo episodio della serie, l'angelo Zeruel riesce con un solo colpo a distruggerne diciotto. Un suo predecessore, il sesto angelo Ramiel, impiega circa dieci ore per perforarle. Questa caverna naturale, che mantiene la sua configurazione originaria, è collegata alla superficie con una monorotaia e speciali convogli ferroviari. Al suo interno sono posizionate le strutture più importanti della Nerv, incluse le gabbie di ancoraggio degli Evangelion. Il quartier generale della Nerv si trova al centro, circondato da una ricca vegetazione boschiva e da un lago sotterraneo. Attraverso un particolare sistema di raccolta nelle costruzioni sotterranee del geofront si riesce a diffondere la luce solare, ricreando il giorno e la notte.
Il termine anglofono di origine nipponica geofront indica delle aree colonizzate del sottosuolo nelle quali è riprodotto artificialmente un ecosistema terrestre che permette la vita degli esseri umani. Sembra che in Giappone siano in fase di studio dei progetti simili per far fronte al problema dell'elevata densità della popolazione. Al centro del geofront di Neon Genesis Evangelion si trova un edificio dalla caratteristica forma piramidale, affiancato da una piccola torre. La base della Nerv si estende anche sottoterra. Al suo interno è compresa una sorta di scavo dalla forma di piramide rovesciata intersecata alla prima. Nella serie originale non vengono mai chiariti i veri motivi che si celano dietro l'esistenza di questa cavità, costruita artificialmente, secondo il comandante Ikari, da «qualcuno all'infuori di noi». Nel venticinquesimo episodio di The End of Evangelion il suo strato di copertura viene quasi totalmente distrutto dall'attacco delle Forze strategiche di autodifesa; all'inizio del Perfezionamento questa cavità sotterranea viene indicata come «l'uovo di Lilith, la Luna Nera».

### Heaven's Door
La Heaven’s Door (lett. "Porta dei Cieli") è una porta che conduce all'impianto di LCL nel Terminal Dogma, ove è custodito il secondo angelo, Lilith. La ventiquattresima puntata, in cui viene citata per la prima volta, è intitolata The Beginning and the End, or Knockin'on heaven's Door (lett. "L'Inizio e la Fine, o Bussando alla porta dei cieli"). The Beginning and the End è un'espressione presente in alcuni passi dell'Apocalisse di Giovanni. La porta del cielo è da intendere come l'ingresso al mondo dei morti; anche questo si rifà all'Apocalisse, nella quale i concetti di "inizio" e "fine" indicano "nascita" e "morte".

### Laboratorio per l'evoluzione artificiale
Il Laboratorio per l'evoluzione artificiale (人工進化研究所?, jinkō shinka kenkyūjo) è un laboratorio costruito nella città di Hakone e posto sotto il diretto controllo delle Nazioni Unite. Nel 2004 avvenne un incidente in cui Yui Ikari, un membro del personale del Laboratorio, perse la vita, dando adito a molte polemiche di dominio pubblico. Pare che il direttore, suo marito Gendō, sia stato designato tale dalla Seele. Sembra che sussista una stretta connessione fra Perfezionamento ed evoluzione. Nella lista dei suoi membri sono leggibili i nomi del professor Kōzō Fuyutsuki e della dottoressa Naoko Akagi. Come si può capire dalla loro presenza, il laboratorio nasconde una sezione operativa del Gehirn, atta allo sviluppo del Magi System e alla costruzione degli Evangelion.

### Laboratorio per l'evoluzione artificiale: sede distaccata nº 3
Il Laboratorio per l'evoluzione artificiale: sede distaccata nº 3 (人工進化研究所3号分室?, Jinkō shinka kenkyūjo 3-gō bunshitsu) è un vecchio scompartimento del Laboratorio per l'evoluzione artificiale situato all'interno del Terminal Dogma del quartier generale della Nerv. L'interno, simile a quello di un ospedale, presenta dei macchinari che lasciano pensare che si trattasse di una sorta di infermeria. Sulla sua porta d'ingresso è inciso un marchio simile all'emblema della Seele. Sul pavimento e sulla parete sono visibili dei graffiti in caratteri latini con termini scientifici, come "Strangeness", un numero quantico della fisica delle particelle, "Top" e "Bottom", due tipi di particella elementare. Si ritiene che in questo luogo sia nata Rei Ayanami. L'ambiente è caratterizzato da mura di cemento spoglie, diversi prodotti chimici e becher sparsi in giro per la stanza simili a quelli presenti nella camera da letto della ragazza. Secondo la dottoressa Ritsuko, «l'acqua e la luce che individuano la più profonda psicologia di Rei riflettono l'immagine di questo posto rimastale impressa».

### Malebolge
Le Malebolge (マルボルジェ?, Maruboruje) sono dei livelli del Central Dogma del quartier generale della Nerv. Il diciassettesimo angelo, Tabris, riesce a scendere nel Central Dogma con l'Eva-02, e per impedirne l'avanzata fino al Terminal Dogma vengono chiuse d'urgenza le paratie di tutti gli strati delle Malebolge. Le Malebolge costituisco l'ottavo cerchio dell'Inferno nella Divina Commedia di Dante. Dopo di esse è situato lo strato più basso dell'Inferno, il Cocitus, omonimo allo strato più profondo del Central Dogma.

### Neo Tokyo-2
Nel mondo di Eva il 20 settembre 2000 la vecchia Tokyo venne distrutta da un devastante bombardamento che causò mezzo milione di morti. In seguito al bombardamento il governo giapponese fu trasferito nella città di Matsumoto, nella prefettura di Nagano, che venne trasformata in capitale temporanea del paese e rinominata Neo Tokyo-2 (第2新東京市?, dai-2 shin Tōkyō shi). Fu solo nel 2004 che la Dieta nazionale del Giappone approvò il piano del secondo trasferimento della capitale, iniziando così la costruzione di Neo Tokyo-3. Nella città di Matsushiro, nei pressi di Neo Tokyo-2, si trova invece il secondo sito di sperimentazione della Nerv. Nella realtà storica in questo stesso luogo alcuni progetti prevedevano, dopo la seconda guerra mondiale, la costruzione di un quartier generale imperiale giapponese sotterraneo. Si ipotizza che per le installazioni della Nerv si siano recuperati almeno in parte questi piani.

### Neo Tokyo-3
Neo Tokyo-3 (第3新東京市?, dai-3 shin Tōkyō shi) è una città-fortezza circondata da rilievi montuosi e principale ambientazione della serie. Nel mondo di Evangelion è situata nell'area dell'attuale Hakone, nei pressi del lago Ashino. La superficie geografica di Neo Tokyo-3 è suddivisa in diverse aree, contrassegnate con una numerazione cardinale che parte dall'area zero, situata al suo centro. Il tessuto urbano, inoltre, è strutturato in distretti, ognuno dei quali identificato da una lettera dell'alfabeto latino, più il distretto centrale. Il centro urbano può essere suddiviso in una città vecchia, costruita nella sua maggior parte da caseggiati di modeste dimensioni, e in una città nuova, che si compone di costruzioni moderne e comprende i cosiddetti "edifici armati", costruzioni atte in realtà a ospitare gli equipaggiamenti delle unità Evangelion. Nel suo tessuto urbano sono disseminate diverse rampe d'uscita utilizzate per collegare il Geofront con la superficie, nascoste all'interno degli edifici corazzati. Nonostante venga propagandata come nuova capitale del Giappone, destinata a succedere a Neo Tokyo-2, la sua costruzione è stata in realtà voluta per poter fungere da campo di battaglia in cui affrontare e abbattere gli angeli

Bandiera della città di Neo Tokyo-3 del Rebuild of Evangelion

All'estrema periferia della città, a ridosso dell'Ashinoko, è situato il gruppo di alcune costruzioni chiamate "torri solari". Questi speciali edifici, dalla caratteristica struttura alta e stretta, sono in grado di catturare la luce del sole e di assorbirne l'energia. I suoi abitanti, gli addetti alle costruzioni e i relativi familiari sono tutti registrati e identificabili dalla Nerv. Sembra che solamente una piccola parte degli abitanti siano residenti del luogo prima dell'effettiva costruzione di Neo Tokyo-3, in quanto la maggior parte della popolazione è in un modo o nell'altra collegata alla Nerv. Pare che i ripetuti attacchi degli angeli abbiano costretto un considerevole numero di persone ad abbandonare la città. Neo Tokyo-3 viene distrutta da una gigantesca esplosione causata dall'Eva-00 durante lo scontro contro Armisael, sedicesimo angelo. Il nome della città fa riferimento alla navicella spaziale presente nella pellicola Sayonara Jupter di Kōji Hashimoto, incisivamente chiamata Tokyo III. I suoi paesaggi inoltre sembrano essere influenzati dall'isola Tracy Island di Thunderbirds e il quartier generale della SHADO di UFO.

### Sigma Unit
Il Sigma Unit (シグマユニット?, Shiguma unitto) è una zona del quartier generale della Nerv all'interno della quale è collocata una stanza chiamata Pribnow box (プリブノーボックス?, Puribunō bokkusu). Nel tredicesimo episodio della serie l'angelo Iruel invade l'87ª barriera proteica di questa zona. Il termine Pribnow box fa riferimento all'omonimo concetto della biologia molecolare. Il nome Sigma rimanda invece al fattore sigma, un fattore dell'inizio della sintesi dell'RNA.

### Terminal Dogma
Il Terminal Dogma (ターミナルドグマ?, Tāminaru doguma) è l'area localizzata nel livello più basso del Central Dogma, nell'estrema profondità del pozzo di accesso principale del quartier generale della Nerv. All'interno del Dogma vi è una porta chiamata Heaven's Door, entro la quale è custodito il secondo angelo, Lilith. Dal corpo dell'angelo fuoriesce un liquido arancione, che va a formare un lago chiamato "mare di LCL". Anche tra il personale della Nerv l'ingresso a quest'area è consentito solo a un ristrettissimo gruppo di persone. L'eventuale introduzione non autorizzata in questo spazio verrebbe severamente punita con una multa o con la reclusione. Sembra che il Terminal Dogma sia il principale obbiettivo degli angeli. Il sostantivo inglese terminal ha diversi significati, come "stazione", "capolinea", "parola conclusiva" o "terminale". Se il termine viene interpretato come aggettivo, l'espressione Terminal Dogma viene ad assumere il significato di "dottrina finale".

## Miscellanea

### Albero delle Sephirot

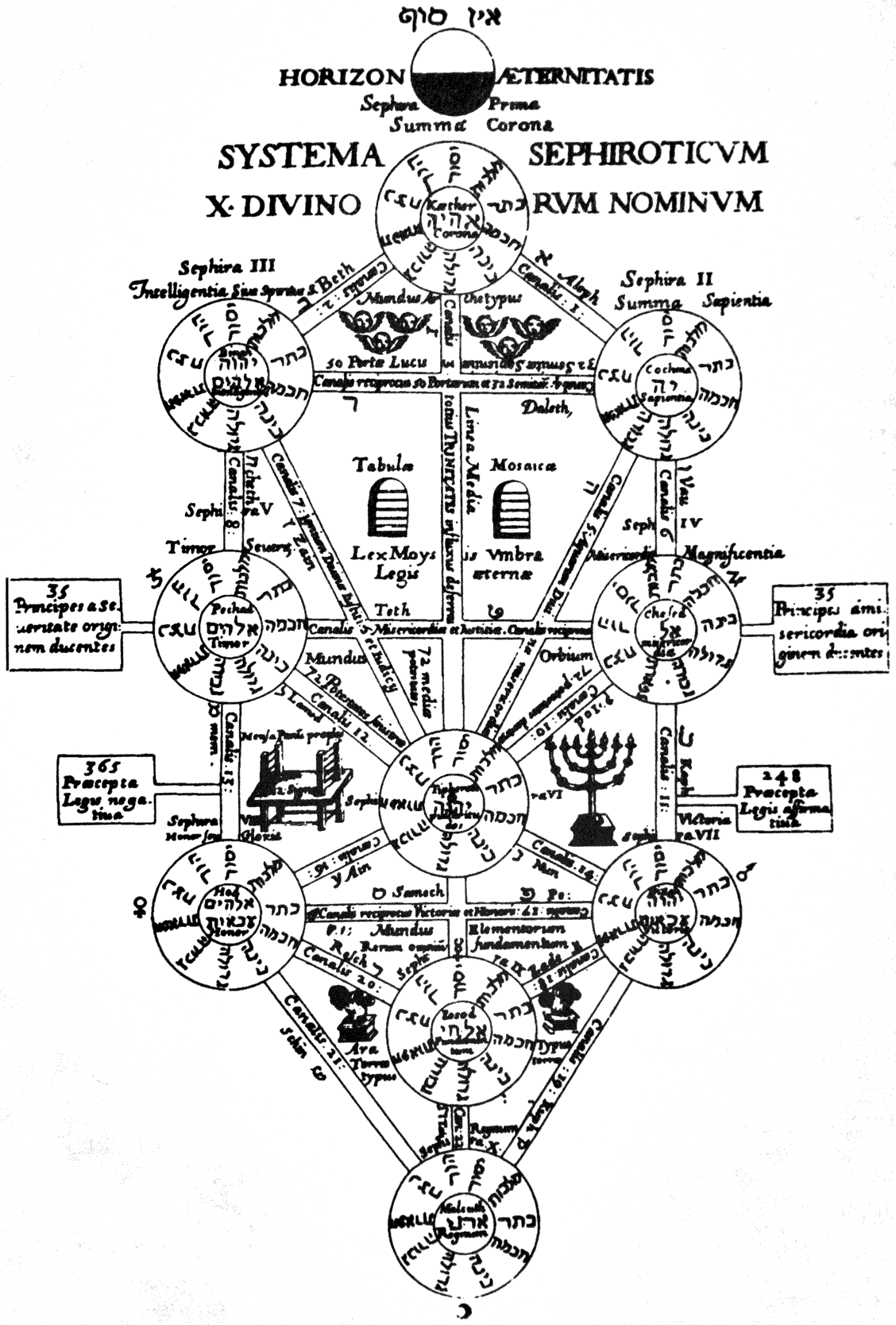
L'albero sefirotico, schema che appare sia nella sigla d'apertura dell'anime, sia sul soffitto dell'ufficio di Gendō

L'albero delle sephirot (セフィロト の 樹?, sefiroto no ki) è una figura simbolica che nella cabala ebraica raffigura un'immagine del regno spirituale sotto forma di diagramma. Si ritiene che questa figura illustri il cammino cui l'uomo deve attenersi per raggiungere il più alto livello spirituale possibile. Si dice che questa figura possa essere interpretata come un percorso per la meditazione, una mappa capace di condurre alla saggezza o come una profezia dell'intera storia del genere umano. Lo stesso diagramma compare sul soffitto dell'ufficio di Gendō. L'illustrazione sul soffitto del comandante Ikari, in particolare, proviene dall'Oedipus Aegyptiacus di Athanasius Kircher. Alcuni scritti mistici ebraici del sedicesimo secolo prevedono un «declino della luce divina presente in ogni essere umano, a cui seguirà la completa distruzione dell'umanità in un singolo, catastrofico evento». L'essere umano, secondo il pensiero cabalistico, per raggiungere un'esistenza superiore e un miglioramento spirituale deve ricongiungersi a Dio. Secondo la concezione escatologica di alcuni cabalisti, inoltre, un giorno l'intera esistenza è destinata a unirsi con Dio. L'albero sefirotico appare anche nella sigla di apertura, alludendo al Progetto per il perfezionamento.
Nelle fasi iniziali del Perfezionamento la serie degli Eva forma un gigantesco albero sefirotico nel cielo e ogni Eva assume il ruolo di una sephirah. Shinji appare in corrispondenza della sephirah di Tiferet, al momento del suo metaforico sacrificio. Nella cabala Tiferet corrisponde a Cristo in croce, e dunque al luogo in cui il sacro incontra il profano. Rei Ayanami nella quattordicesima puntata della serie chiama l'Entry Plug «il trono dell'anima», un concetto collegabile a quello di sephirot. L'albero sefirotico, secondo le dottrine cabalistiche, rappresenta il corpo di un essere umano, Adam Kadmon. Anche l'Adamo menzionato nel libro della Genesi sarebbe stato creato in base ad Adam Kadmon; a differenza dell'ebraismo tradizionale, secondo il quale Adamo è stato creato da Dio alla fine della creazione, la cabala crede che tutte le creature, senza alcuna eccezione, angeli inclusi, siano basate su Adam Kadmon, rimanendo però incomplete. Secondo il videogioco Neon Genesis Evangelion 2, il principale dogma della Seele è proprio il "sentiero verso Adam Kadmon" (アダム・カダモンへの道? Adamu Kadomon e no michi), «l'avvento di una divinità immortale ed eterna».

### Albero della vita

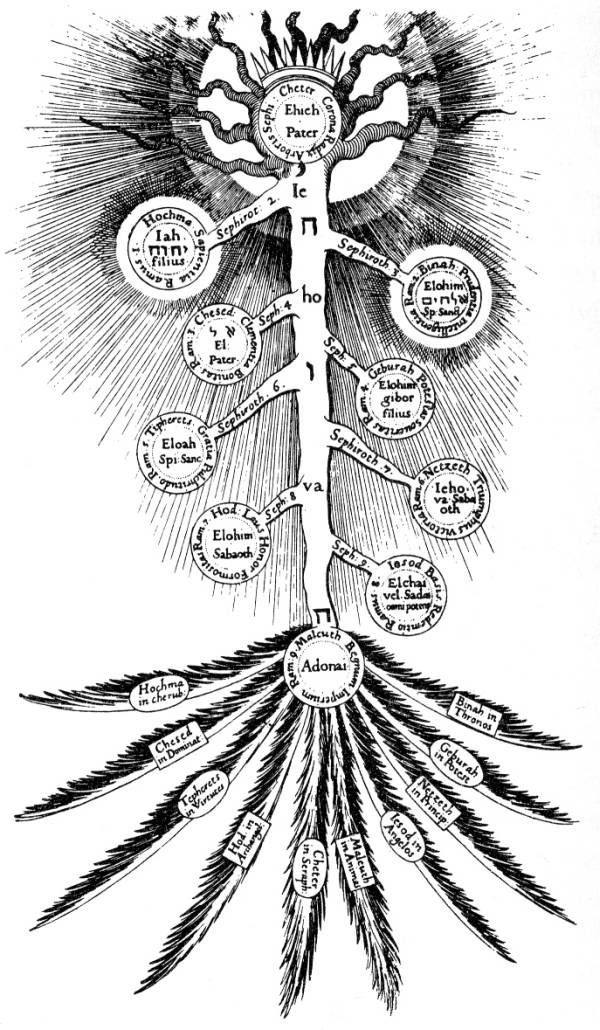
Un'illustrazione dell'albero della vita, dalla Utriusque Cosmi Historia di Robert Fludd

All'inizio del Perfezionamento l'Eva-01 si trasforma in una figura a forma di albero con le radici spiegate verso il cielo e i rami estesi in basso verso il suolo. Vedendo questo Fuyutsuki sostiene che «l'Eva-01 è stato fatto ridivenire l'albero della vita». Un albero della vita (生命の樹?, seimei no ki) con le radici e i rami invertiti appare sia nelle scritture hindu, sia nella cabala ebraica, ed è chiamato "l'albero rovesciato". Nella cabala viene chiamato albero delle sephirot. Secondo il 企画書 (?, kikakusho, lett. "proposta"), documento pubblicato due anni prima della messa in onda della serie e contenente una sua basilare presentazione, l'obiettivo del Perfezionamento è quello di creare «il perfetto essere umano», e di «liberare l'intero genere umano ricreando scientificamente l'albero della vita, proibito da Dio, eliminando la morte dall'uomo e liberandolo dal peccato originale».

### Algoritmo di protezione 666
L'algoritmo di protezione 666 (第666プロテクト?, Dai 666 Purotekuto) è un'operazione di hacking adoperata in The End of Evangelion dalla dottoressa Akagi per proteggere il supercomputer Magi della Nerv, attaccato da altri cinque Magi contemporaneamente. Grazie a esso il quartier generale rimane sotto il controllo dell'organizzazione, con sessantadue ore di isolamento. Nella Nerv viene chiamato "barriera di protezione Danang B" (Bダナン型防壁?, B Dananga ta bōheki), o Danang Type-B Defense Screen. Đà Nẵng è una città costiera del Vietnam. Il 666 allude invece al numero della Bestia dell'Apocalisse di Giovanni.

### Arca
L'arca (方舟?, hakobune) è un'imbarcazione rettangolare menzionata nella Bibbia. Nel libro della Genesi del Vecchio Testamento è narrata la storia di Noè, un uomo che ricevette il compito di caricare tutti gli animali, a coppie, in una gigantesca arca, salvando tutte le specie da un'inondazione globale. In The End of Evangelion Fuyutsuki paragona l'Eva-01 a un'arca capace di salvare «il genere umano dal ritorno al nulla del Third Impact».

### Biologia metafisica
La "biologia metafisica" (形而上生物学?, keijijou seibutsugaku) è una delle materie insegnate da Fuyutsuki all'Università di Kyoto. "Metafisica" è un termine filosofico che indica l'andare oltre le cose materiali e individuali fondate sull'esperienza, adottando un punto di vista assoluto, per indagare l'essere in quanto essere e il rapporto fra Dio e creato. Il termine deve la sua origine a un omonimo libro scritto dal filosofo greco Aristotele. Pare che il titolo del libro significhi "libri che vengono dopo la fisica".

### Cerimonia di purificazione della terra rossa
La cerimonia di purificazione della terra rossa (赤き土の禊?, Akichi no Misogi) è un rituale menzionato dalla Seele in The End of Evangelion, durante i preparativi per il Perfezionamento. Poco prima viene pronunciata la frase «premessa all'avvento del tempo eterno». Secondo alcune teorie l'etimologia del nome Adamo sarebbe da ricercare nelle parole "terra", "rosso", "creato" o "uomo della terra". La parola misogi (禊?) indica invece una cerimonia religiosa shintoista in cui il corpo viene purificato con un bagno nell'acqua. Per estensione, misogi, o "cerimonia di purificazione", può riferirsi a qualunque mezzo usato per purificare o benedire.

### Children

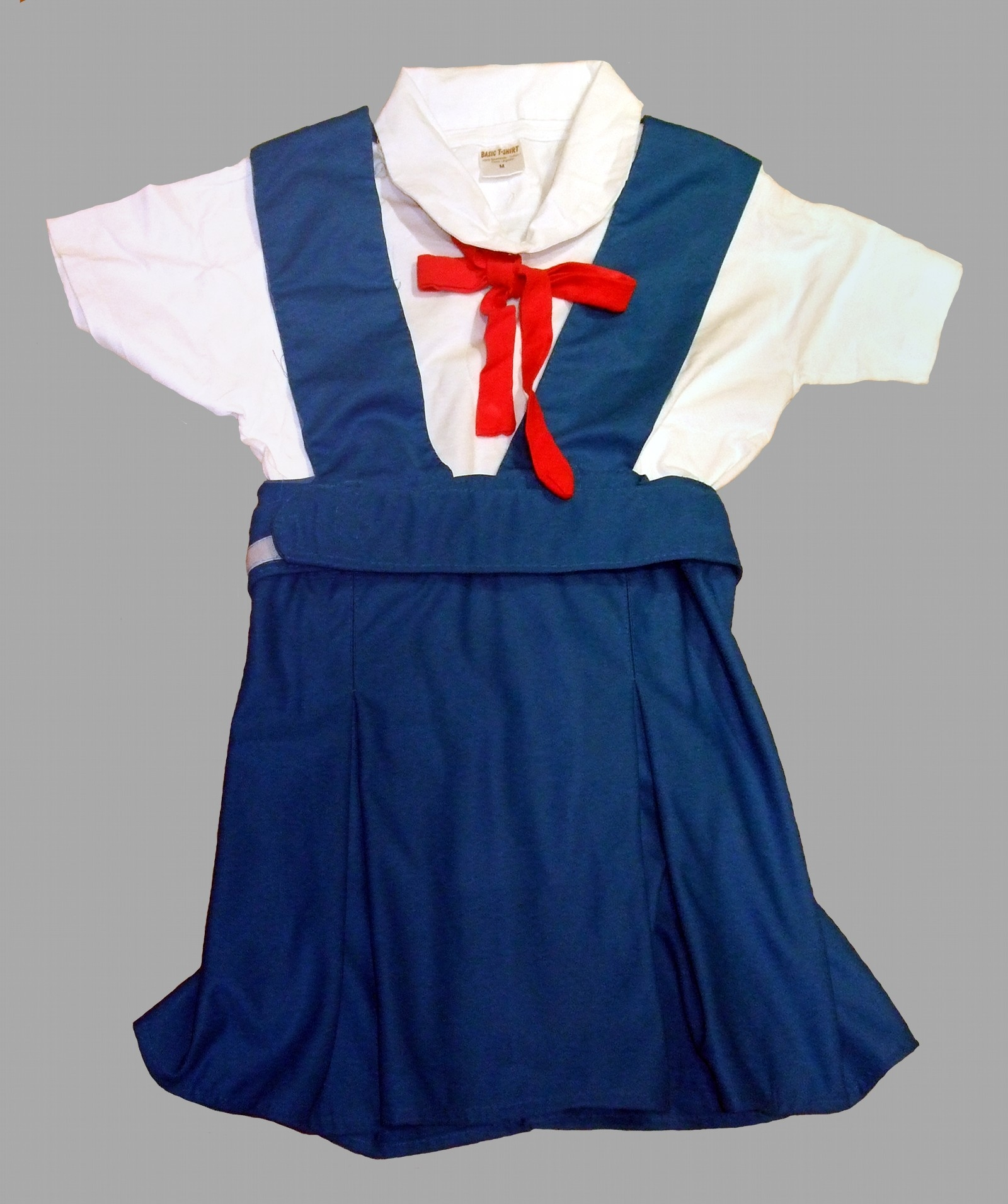
Riproduzione dell'uniforme scolastica della prima scuola media comunale di Neo Tokyo-3

I Children (チルドレン?, chirudoren, lett. "bambini" in lingua inglese) sono gli individui qualificati a pilotare un'unità Evangelion. Si ritiene che siano costituiti da ragazzi e ragazze quattordicenni orfani di madre. Questi piloti sono identificati, in ordine di selezione, come First Children, Second Children e via dicendo. Il First e il Third hanno tracciati piuttosto simili, ragion per cui sono in grado di scambiarsi le unità Eva assegnate. I candidati Children vengono raggruppati nella prima scuola media comunale di Neo Tokyo-3 e tutti gli studenti della classe 2-A sono potenziali piloti. La parola child in inglese può avere, oltre a "bambino", diversi possibili significati, come "embrione", "feto", "discendente", "prodotto", "qualcosa che è nato", "persona nata da circostanze particolari", e "persona cresciuta in un ambiente speciale". Il First Children è Rei Ayanami, il Second Asuka Sōryū Langley, il Third Shinji Ikari, il Fourth Tōji Suzuhara e il Fifth Kaworu Nagisa. La scelta del vocabolo potrebbe far riferimento all'espressione "figli di Dio", menzionata molte volte nel Nuovo Testamento. Va notato però che il termine resta al plurale anche nel caso di un singolo soggetto, in riferimento forse ai vari cloni di Rei Ayanami. La scelta di mantenere il termine al plurale è inoltre un omaggio alla serie Densetsu kyojin Ideon di Tomino. L'ultimo episodio di Evangelion si conclude con le didascalie "E a tutti i Children", "Congratulazioni!". La frase è in realtà un riferimento a Ideon: Be Invoked, uscito nel 1982 come conclusione cinematografica della serie omonima, nel quale in seguito allo sterminio della razza umana delle anime fluttuano nello spazio con in sottofondo la canzone Happy Birthday Dear Children.

### Codice 601
Nel quinto episodio Ritsuko analizza il nucleo del quarto angelo, sconfitto nella puntata precedente, per scoprire di quale materia sono composti gli angeli, ma il computer restituisce il codice 601, che indica l'impossibilità di analisi. Il numero è un omaggio al lungometraggio di fantascienza Andromeda, tratto dall'omonimo romanzo di Michael Crichton del 1969.

### Colonne di sale
Le colonne di sale sono delle strutture disseminate dopo il Second Impact in tutte le acque del polo sud, tinte di rosso. Le stesse colonne sono presenti nel Terminal Dogma della Nerv. Nell'Apocalisse di Giovanni un passo riporta: «Il secondo [dei sette angeli] versò la sua coppa nel mare che diventò sangue come quello di un morto e perì ogni essere vivente che si trovava nel mare» (Apocalisse 16:3). Le colonne di sale sono collegate alla storia di Sodoma e Gomorra e all'episodio della trasformazione della moglie di Lot in statua di sale. L'episodio biblico è citato nell'ultima puntata della precedente opera dello studio Gainax, Nadia - Il mistero della pietra azzurra, in cui il principale antagonista della serie, Gargoyle, viene tramutato in una statua di sale. Secondo il character designer della serie, Yoshiyuki Sadamoto, lo scenario post-apocalittico e l'utilizzo dei manoscritti del Mar Morto in Neon Genesis Evangelion sarebbero una sorta di «effetto collaterale» di Nadia: «Nell'episodio finale [di Nadia] c'è una scena in cui Gargoyle, il cattivo, entra in contatto con la luce [della pietra azzurra] e diventa una statua di sale. Infatti nel progetto iniziale di Evangelion, la grande esplosione avvenuta in Antartide [nella versione finale degli eventi] sarebbe dovuta accadere nel Mar Morto». In Evangelion il vicecomandante della Nerv, Kōzō Fuyutsuki, parla del Second Impact come di una «punizione» inflitta all'uomo a fronte dei suoi crimini, definendo il polo sud, un luogo proibitivo per qualsiasi specie vivente, «un vero Mar Morto». Si ritiene che Sodoma e Gomorra sorgessero infatti vicino all'estremità meridionale del Mar Morto, noto per essere un ambiente del tutto proibitivo per la vita di qualsiasi specie acquatica a causa della sua elevata salinità.

### Destrudo
La destrudo (デストルドー?, desutorudō) è l'energia dell'impulso autodistruttivo postulata dallo psicoanalista Edoardo Weiss che conduce a desiderare la morte e la regressione. A grandi linee è un sinonimo di Thanatos, la pulsione di morte, a cui si contrappone la pulsione di vita, la libido (リビドー?, ribidō), o Eros (エロス?, erosu). Viene nominata durante l'operazione di salvataggio di Shinji nel ventesimo episodio della serie e nel grafico Psychic Essence Threshold Signal (lett. "Segnale della Soglia dell'Essenza Psichica") dell'Eva, che assume valori negativi sia sull'asse orizzontale e sia su quello verticale. Quando la dottoressa Ritsuko Akagi distrugge l'impianto di produzione dei corpi di Rei Ayanami sullo schermo del palmare portatile che porta fra le mani è leggibile la frase Destrudo Release (lett. "sviluppo di destrudo"). Una colonna sonora della serie porta il nome di Thanatos, e viene usata durante l'attacco suicida di Rei Ayanami. Nella pellicola The End of Evangelion un membro della Seele dice: «Il Perfezionamento si compia tramite l'ego imperfetto del pilota [dello 01]». Quando, poco dopo, Makoto Hyuga verifica lo stato dell'Unità 01, egli conferma che la destrudo di Shinji «si sta materializzando». Si presume infatti che la presenza di destrudo nell'animo di Shinji sia una delle condizioni necessarie per dare avvio al Perfezionamento. Ulteriore riferimento al concetto di pulsione di morte è individuabile nelle colonne sonore della pellicola, Thanatos - If I can't be yours e Komm, süßer Tod (lett. "Vieni, dolce morte" in lingua tedesca).

### Emblema della Nerv

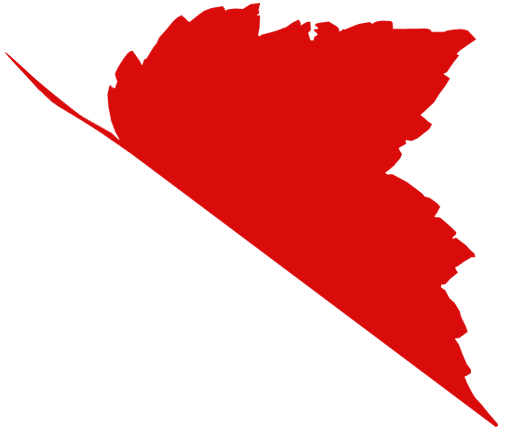
La mezza foglia di fico, simbolo della Nerv

L'emblema della Nerv (ネルフのエンブレム?, Nerufu no enburemu), visibile fin dal primo episodio della serie, è costituito dalla parola Nerv, scritta in caratteri latini maiuscoli, e una mezza foglia di fico di colore rosso che la decora in alto a destra. Al di sotto del nome dell'organizzazione è disposta a forma di semicerchio la frase "God's in His heaven– All's right with the world!". Questa massima, che sembra rappresentare il motto dell'organizzazione, è un frammento del dramma di Robert Browning Pippa Passes. Questo passo, che tradotto sarebbe "Dio è nel Suo paradiso, sono in pace con il mondo", è stato ripreso nel romanzo Anna dai capelli rossi di Lucy Maud Montgomery. Sebbene non venga chiarito il motivo per cui l'emblema della Nerv presenti solo metà della foglia, il simbolo fa riferimento al mito del peccato originale di Adamo ed Eva narrato nel libro della Genesi dell'Antico Testamento; esso riporta alla mente il fatto che gli esseri umani abbiano il frutto della conoscenza. Questo caratteristico simbolo appare su molti degli oggetti relativi alla Nerv. Nella tetralogia Rebuild of Evangelion, pur presentando comunque il frammento di Browning e la foglia di fico, il design dell'emblema subisce alcune modifiche. Il designer Ikuto Yamashita, riprendendo alcune idee avanzate già durante la produzione della serie classica, ha modificato l'effige usando il motivo di una mela a testa in giù, atta a simboleggiare «i metodi che adotta la Nerv, unici nel loro genere». Secondo Yamashita: «Ad Hideaki Anno capitò di ricordare la mela, quindi la utilizzammo come punto di partenza, per poi rifinirla e usarla come nuovo logo della Nerv. La mela, ovviamente, simboleggia un frutto proibito. Secondo l'idea di base, la Nerv avrebbe metaforicamente "sbucciato" una crosta di segreti, così da rivelare una verità nascosta».

### Emblema della Seele
L'emblema della Seele (ゼーレのエンブレム?, Zēre no enburemu) è un simbolo formato da sette occhi disposti asimmetricamente su un triangolo rovesciato; quattro sono alla destra, tre occhi a sinistra. Gli occhi e il triangolo hanno i colori dell'arcobaleno. Questo emblema è visibile sulla maschera che copre il volto di Lilith. Nell'Apocalisse di Giovanni viene descritto un agnello «con sette corna e sette occhi», e «i sette occhi rappresentano i sette spiriti di Dio che sono stati mandati in ogni parte del mondo». I sette occhi sembrano avere un collegamento con gli occhi di Jahvè capaci di osservare tutta la creazione, chiamati anche "pupille di Dio". Il numero sette assume una considerevole importanza nel misticismo cabalistico di matrice giudaico-cristiana, in quanto simbolo di completezza. Il sette viene frequentemente citato nel libro dell'Apocalisse di Giovanni. Secondo una teoria formulata da Carl Gustav Horn, curatore dell'edizione nordamericana del manga, Keel e la Commissione per il perfezionamento sarebbero accostabili ai personaggi descritti nel libro di Zaccaria del Vecchio Testamento: «Ecco la pietra che io pongo davanti a Giosuè: sette occhi sono su quest'unica pietra; io stesso inciderò la sua iscrizione - oracolo del Signore degli eserciti - e rimuoverò in un sol giorno l'iniquità da questo paese». I sette occhi, in una seconda interpretazione, potrebbero riferirsi ai sette saggi depositari della Torah, nonché osservatori dei loro templi. Nel Rebuild of Evangelion il logo presenta un design quasi completamente rinnovato, opera del famoso regista Yutaka Izubuchi, noto per il suo lavoro su RahXephon. Se il logo della serie originale dà l'idea di un simbolo pagano e austero, quello del Rebuild ha un design più complesso e intellettuale. L'emblema di Izubuchi, pur presentando i sette occhi del logo originale, ha un serpente e una mela. Gli occhi di JHVH e il serpente fanno riferimento ai contraddittori concetti di santità e di peccato, Dio e diavolo, perfezione e tentazione e via dicendo. A differenza di quella dell'emblema della Nerv, la mela della Seele è intera e al dritto, alludendo anch'essa assieme al serpente al peccato originale. Il logo è accompagnato dalla scritta tedesca Überm Sternenzelt richtet Gott, wie wir gerichte ("Sopra la volta stellata Dio giudica come abbiamo giudicato"), tratta dall'Inno alla gioia di Friedrich Schiller.

### Frutto della conoscenza e frutto della vita
Secondo il libro della Genesi dell'Antico Testamento al centro del giardino dell'Eden si trovava l'albero della conoscenza del bene e del male, posto accanto all'albero della vita. Adamo ed Eva, tentati dal diavolo sotto forma di serpente, mangiarono uno dei frutti della conoscenza (知恵の実?, chie no mi) e vennero cacciati dall'Eden. In termini specifici il frutto della conoscenza dell'uomo è la scienza, l'intelletto, la razionalità, in quanto unico essere vivente dotato di questa funzionalità. Il frutto della vita (生命の実?, seimei no mi) conferisce invece la vita eterna. Secondo alcuni scritti gli uomini furono allontanati dall'Eden per evitare che dopo il frutto della conoscenza questi assaggiassero anche il frutto della vita. In Genesi 3:22 si dice che chiunque mangi entrambi i frutti diventerà un essere paragonabile a Dio. Il Perfezionamento consiste, per l'appunto, nell'ottenere entrambi i frutti allo stesso tempo, una sorta di incantesimo per far progredire gli esseri umani verso un nuovo livello evolutivo. In Evangelion il frutto della vita sembra corrispondere all'elemento S². L'Eva-01, inizialmente dotato del solo frutto della conoscenza, dopo aver divorato le carni dell'angelo Zeruel e averne assorbito l'elemento S² riesce a ottenere anche quello della vita, diventando a tutti gli effetti una divinità.

### Kermadec-3
La Kermadec-3 è una sonda-batiscafo termoresistente utilizzata in un'indagine sull'angelo Sandalphon dal centro di ricerca sismografica del monte Asama. Il suo nome viene dalle isole vulcaniche Kermadec, in Nuova Zelanda. La fossa delle Kermadec appare inoltre in un episodio di Il mistero della pietra azzurra della Gainax.

### Lancia di Longinus

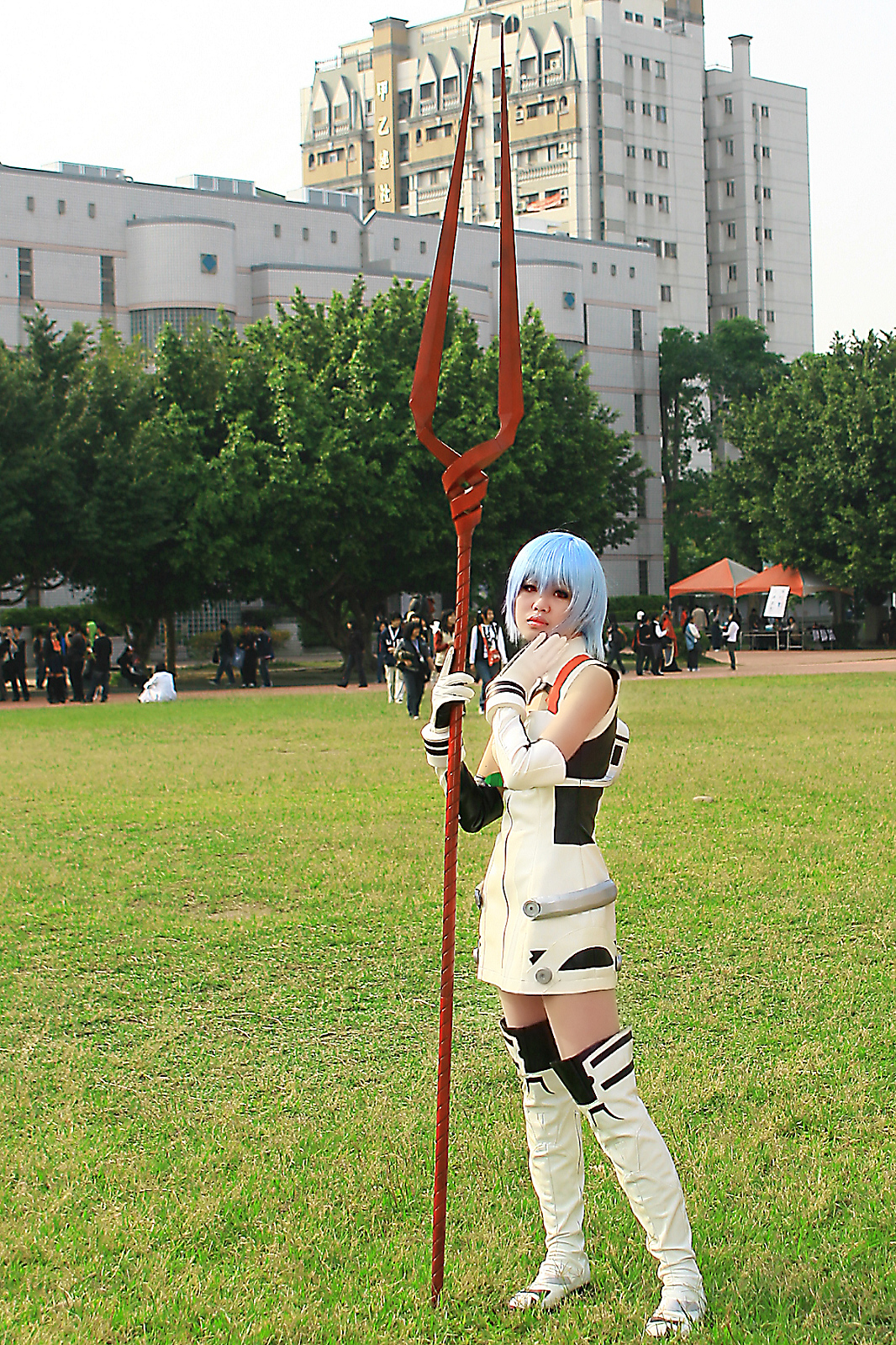
Cosplayer di Rei Ayanami con la lancia di Longinus fra le mani

La lancia di Longinus (ロンギヌスの槍?, Ronginusu no yari) è una grande lancia a forma di spirale in grado di perforare un AT Field. La punta della lancia è divisa in due bracci, ma se lanciata essi convergono in un unico solo. La lancia di Longinus venne trovata nel mar Morto, per poi essere trasportata fino al polo sud nella settimana del 7 agosto 2000 d.C. Il Second Impact si verificò il 13 settembre 2000 durante l'inserimento sperimentale della lancia in Adam. Gli scienziati delle Nazioni Unite cercarono di tirarla fuori dopo un anomalo superamento dei «valori limite previsti», ma nonostante i tentativi degli scienziati la lancia continuò ad affondare in Adam. Nel dodicesimo episodio viene recuperata e trasferita a Neo Tokyo-3 a seguito di una spedizione in Antartide guidata da Gendō Ikari, comandante supremo della Nerv, e il vicecomandante Fuyutsuki, essendo riuscita a mantenere la forma originale anche dopo un'esplosione così potente come quella del Second Impact. Nel quattordicesimo episodio della serie viene trasportata in assoluta segretezza nel Terminal Dogma della Nerv per mezzo dell'Eva-00 di Rei. Grazie al suo utilizzo viene abbattuto l'angelo Arael, ma dopo aver colpito il bersaglio, superata la velocità di fuga, si dirige verso l'orbita lunare per la legge d'inerzia, divenendo così irrecuperabile. Pare che le dimensioni dell'arma superino di due volte in lunghezza l'Eva-00. La sua lunghezza, per la precisione, equivale a quella di una portaerei
Ne esistono due esemplari; la prima appartiene all'angelo Adam, la seconda all'angelo Lilith, due cosiddetti "semi della vita". Secondo alcune informazioni contenute nel videogioco Neon Genesis Evangelion 2, la lancia di Longinus è un essere vivente dotato di volontà propria e in grado di muoversi autonomamente, «uno strumento prossimo allo stato di divinità e pertanto in grado di porre un seme della vita, dotato del potere della vita eterna, in uno stato di animazione sospesa». Si ritiene che la lancia di Lilith sia stata distrutta del violentissimo urto causato dal First Impact. La sua forma ricorda la doppia elica del DNA. La lancia venne recuperata dalla Seele non per essere usata come arma, ma come fondamentale strumento per avviare il Perfezionamento con Lilith. Per inciso, Longino era il nome del soldato romano che ha usato la propria lancia per trafiggere Gesù Cristo quando questi fu crocifisso sul Golgota; la leggenda narra che chi impugnerà questa lancia impregnata del sangue di Cristo controllerà il mondo. Sembra che Adolf Hitler nutrisse un fervido interesse per l'occulto, inclusa questa particolare reliquia sacra. Secondo alcune interpretazioni la lancia di Longinus della serie è accostabile ad amenonuhoko (天沼矛? lett. "lancia ingioiellata celeste"), la lancia dei due kami creatori Izanagi ed Izanami.

### Lilim
Lilim (リリム?, Ririmu), o anche Lilin (リリン?, Ririn), è il nome usato da Kaworu Nagisa per indicare gli esseri umani. Secondo le scritture rabbiniche i Lilim, noti con il nome di Lilin, sono i figli nati da Adamo e dalla sua prima moglie, Lilith. In The End of Evangelion viene rivelato che gli esseri umani sono in realtà il diciottesimo e ultimo angelo, nonché diretti discendenti di Lilith.

### Mura di Gerico
Nel nono episodio della serie Asuka si rifugia nella camera di Misato per evitare di dormire da sola nella stessa stanza con Shinji. La porta scorrevole che li separa viene da lei ribattezzata con il nome di "incrollabili mura di Gerico" (ジェリコの壁?, Jeriko no kabe). Questo soprannome fa riferimento a un celebre episodio biblico narrato nel libro di Giosuè. L'espressione fa riferimento, oltre al racconto biblico, al lungometraggio Accadde una notte. In una delle più famose scene della pellicola i due protagonisti, Peter Warne e Ellie Andrews, trascorrono una notte nella stessa stanza di un motel, utilizzando una coperta come divisorio fra i loro letti, chiamata dagli stessi personaggi "mura di Gerico".

### Progetto per il perfezionamento dell'uomo

Copertina dell'edizione italiana di Neon Genesis Evangelion: The Feature Film. In primo piano i principali personaggi della serie; sullo sfondo, Rei che raccoglie le anime dell'umanità durante il Perfezionamento

Il Progetto per il perfezionamento dell'uomo (人類補完計画?, jinrui hokan keikaku, lett. "Progetto per il completamento dell'uomo") è un progetto che mira a far evolvere artificialmente l'umanità, che ha raggiunto il suo limite come colonia imperfetta di entità separate, in un singolo essere. Come suggerisce il nome, è nato per dare agli uomini ciò che loro manca per completarsi vicendevolmente e diventare perfetti. Viene portato avanti in assoluta segretezza sotto la direzione della Seele e Gendō Ikari, comandante supremo della Nerv. Sembra che l'agenzia speciale Nerv e le macchine umanoidi Evangelion siano state costruite allo scopo di realizzare questo progetto. Questo progetto prevede infatti di indurre artificialmente il Third Impact eliminando tutta l'umanità, e, abbandonando la forma umana, farla evolvere verso una nuova era.
Il Perfezionamento consiste nel fondere le anime di tutti gli umani in un solo essere, così da permettere agli uomini di colmare la solitudine, eliminando le ansie e le paure che affliggono i singoli individui. Per realizzare lo scopo è necessario aprire la camera del Guf, per far sì che tutte le anime vi ritornino. L'inizio del Perfezionamento negli ultimi due episodi della serie ha luogo nel 2016. La Seele, in seguito al tradimento di Gendō, modifica i propri piani originali, decidendo di innescare il proprio Perfezionamento tramite l'Eva-01. Gendō, a differenza della Seele, tenta di attuare il Perfezionamento causando "l'unione proibita" fra Adam, impiantato nel palmo della propria mano, e Lilith, la cui anima dimora in Rei Ayanami, così da poter rivedere la sua defunta moglie. Tuttavia, Rei tradisce le sue aspettative e si unisce a Lilith. Per realizzare il Perfezionamento della Seele invece entrano in scena i nove Eva Series, tutti dotati del motore a energia perpetua noto come elemento S². Le nove unità riescono a requisire lo 01, sviluppano un anti AT Field e danno inizio al Third Impact. Il pilota dello 01, Shinji Ikari, ritrovatosi contro la volontà della Seele nella situazione di poter decidere il corso del Perfezionamento, rifiuta il processo, preferendo tornare a un mondo in cui esistono anche le altre persone e le paure. Nel doppiaggio nordamericano il Perfezionamento viene chiamato Instrumentality Project. Il termine, scelto sotto richiesta dello stesso Anno, fa riferimento a The Instrumentality of Mankind, una raccolta di racconti di fantascienza di Cordwainer Smith.

### Omeostasi e transistasi
Nel quindicesimo episodio della serie la dottoressa Ritsuko Akagi, in linea con il proprio personaggio, applica un concetto scientifico alla vita umana: «Omeostasi e transistasi. L'attitudine volta a preservare uno stato e l'attitudine volta a cambiarlo. Gli esseri viventi sono caratterizzati da entrambe queste due contrastanti capacità». Il personaggio di Ryōji Kaji aggiunge che «sono come l'uomo e la donna». Il termine omeostasi (ホメオスタシス?, homeosutashisu) venne coniato da Walter Bradford Cannon, che lo propose come un principio universale applicabile anche alla vita umana. Il concetto viene quindi contrapposto a quello di transistasis (トランジスタシス?, toranjisutashisu). L'unione di queste due qualità opposte e l'idea che queste definiscano la vita è un concetto formulato solamente dagli autori di Evangelion.

### Pergamene del Mar Morto
Le pergamene del Mar Morto (死海文書?, Shi umi bunsho) sono degli antichi documenti utilizzati da una società segreta chiamata Seele per la realizzazione dei propri piani. Si ritiene che l'organizzazione abbia costruito gli Evangelion e combattuto le battaglie contro gli angeli a partire da quanto descritto in queste antiche pergamene. Le pergamene del Mar Morto esistono realmente; i veri rotoli del Mar Morto furono scoperti in una caverna sulla costa nord-occidentale del Mar Morto, in Palestina, nel 1947. Si vocifera che parti di questi antichi manoscritti siano state nascoste dal Vaticano a causa di materiale scomodo capace di scuotere le fondamenta della religione cristiana. Sembra che nel mondo di Evangelion solo una parte del loro contenuto sia stato pubblicato e che le parti più importanti dei documenti siano state nascoste dalla Seele. Si dice che i reali rotoli del Mar Morto siano stati scritti dagli esseni, una setta ebraica risalente al periodo del Secondo Tempio. Per inciso, nel copione originale del diciassettesimo episodio la Seele viene indicata con questo nome. È probabile che in questi documenti siano elencati i veri nomi degli angeli, ma poche persone sembrano esserne consapevoli, anche all'interno della Nerv. Secondo alcune informazioni contenute nel videogioco Neon Genesis Evangelion 2: «Le pergamene sono un testo scritto dalla prima razza ancestrale, un manuale riguardante il seme della vita e l'utilizzo di un dispositivo di sicurezza chiamato lancia di Longinus». Fino a quel momento la Seele possedeva una conoscenza frammentaria del contenuto e dell'esistenza delle pergamene, tanto che neanche i suoi membri immaginavano che potessero esistere davvero, contenere importanti profezie e venire ritrovate in condizioni praticamente perfette.

### Rito di passaggio
All'inizio della pellicola The End of Evangelion, in seguito all'annientamento di tutti gli angeli, il dodicesimo membro della Seele sostiene che il Perfezionamento è «un rito di passaggio, necessario a sollecitare l'incedere dell'evoluzione umana». Un rito di passaggio (通過儀式?, Tsūka gishiki) è un rituale che viene celebrato nel momento in cui si accede a una nuova fase del processo di crescita individuale, una dichiarazione esterna di un cambiamento personale in senso sociale, nonché una preghiera che a questo cambiamento seguano pace e salvezza. Secondo l'antropologo francese Arnold van Gennep un rite de passage è «un momento di transizione da un particolare stadio a un altro», presente in una grande varietà di culture. Il sacramento del battesimo cristiano potrebbe essere considerato un rito di passaggio celato sotto forma di cerimonia religiosa.

### Sala del Guf
In una scena del ventitreesimo episodio Ritsuko sostiene che: «La sala del Guf (ガフ の 部屋?, Gafu no heya) si era ormai svuotata». Il Guf è una stanza situata nella casa di Dio ove, secondo le leggende ebraiche, dimora l'anima. Ogni bambino prima di nascere riceve un'anima da questa stanza. Si dice che quando questa sala si svuoterà un bambino nascerà senz'anima, e il mondo cadrà in rovina. Nella serie la camera del Guf viene nominata in relazione alla nascita di Rei Ayanami. Si ritiene che la sua sia stata l'ultima anima a essere uscita da questo spazio. Secondo alcune informazioni riferite da Kōzō Fuyutsuki nel ventiseiesimo episodio di The End of Evangelion, aprire il Guf significherebbe aprire la porta per l'«inizio e la fine del mondo». Quando la porta del Guf viene aperta la superficie terrestre si trasforma in LCL e le persone diventano incapaci di esistere come forme di vita individuali, riducendosi anche loro ad LCL. Sembra che durante il Second Impact il Guf sia stato aperto dal primo angelo, Adam, mentre nel Third Impact viene aperto da Rei Ayanami. La porta del Guf negli storyboard originali del lungometraggio corrisponde in realtà alle stimmate di Lilith.

### Stimmate
Le stimmate (聖痕?, seikon) sono segni sanguinolenti che compaiono sul palmo delle mani dell'Eva-01 durante il Perfezionamento. Originariamente la parola stimmata, o stigmate, si riferiva alle marchiature a fuoco eseguite sul bestiame o sugli schiavi. In ambito cattolico l'espressione si riferisce a un fenomeno in cui le stesse ferite di cui soffrì Cristo durante la crocifissione compaiono sul corpo di una persona per motivi apparentemente inspiegabili. Delle stimmate sono, ad esempio, fori sulle mani, sui piedi, ferite sulla schiena, in riferimento alla flagellazione, sul capo, apparentemente collegate alla coronazione di spine, o sul fianco, in cui Gesù venne ferito dalla lancia di Longino. In Evangelion, oltre che sull'Eva-01, le stigmate vengono inflitte anche sulle mani di Shinji.

### The Beast
La Beast Mode (ビーストモード?, Bīsuto mōdo) è una singolare forma di potenziamento dell'Eva-02 introdotta in Evangelion: 2.0 You Can (Not) Advance. È stata ideata da Shinji Higuchi per lo scontro con il decimo angelo. Durante lo scontro l'Eva diventa talmente selvaggio da strappare l'AT Field avversario a morsi. In fase di pianificazione si parlò di mostrare uno sviluppo di peli sul corpo dell'Eva. Il concetto fu inserito dai creatori per mostrare una metamorfosi di un'unità Evangelion, così da creare una «frattura col passato».